# Waszyngton
Waszyngton (ang. Washington, często: Washington, D.C., wymowa: [ˈwɒʃɪŋtən ˌdiːˈsiː]), Dystrykt Kolumbii (District of Columbia, potocznie D.C.) – stolica Stanów Zjednoczonych, położona na północnym brzegu rzeki Potomak, stanowiąca terytorium federalne (nie znajduje się w granicach żadnego stanu). Graniczy ze stanami Wirginia na południowym zachodzie oraz Maryland z pozostałych stron. Zajmuje powierzchnię 177 km². Liczy 705 749 stałych mieszkańców (2019). Obszar metropolitalny Waszyngtonu, którego Dystrykt Kolumbii jest częścią, liczy 5,3 miliona mieszkańców i stanowi siódmy pod względem wielkości obszar metropolitalny w kraju.
Miasto Waszyngton założone zostało 16 lipca 1790 roku i stanowiło pierwotnie odrębną jednostkę samorządową, znajdującą się na obszarze Terytorium Kolumbii. Dopiero uchwała Kongresu z 1871 zespoliła je z Terytorium, powołując do istnienia całość nazwaną Dystryktem Kolumbii. Dlatego też, choć według prawa zwie się „Dystrykt Kolumbii”, w języku angielskim powszechnie znane jest jako Washington, D.C.
Istnienie dystryktu federalnego, mającego służyć za stałą stolicę państwa, funkcjonującego odrębnie od administracji stanowych, sankcjonuje Artykuł pierwszy Konstytucji Stanów Zjednoczonych. Na terenie Waszyngtonu znajdują się główne ośrodki trzech gałęzi władzy federalnej: ustawodawczej, wykonawczej i sądowniczej, a także naczelne siedziby organizacji takich jak Bank Światowy, Międzynarodowy Fundusz Walutowy, Organizacja Państw Amerykańskich, Międzyamerykański Bank Rozwoju czy Panamerykańska Organizacja Zdrowia, a także grup lobbingowych, związków i samorządów zawodowych. W Waszyngtonie zlokalizowane są również 174 placówki dyplomatyczne, liczne pomniki narodowe i muzea.
Nadzór nad Waszyngtonem sprawuje burmistrz wraz z trzynastoosobową radą miejską, jednak najwyższą władzę ma w swoich rękach Kongres, który może zmieniać lokalne prawa według uznania. Z tego powodu jego mieszkańcy mają mniejsze niż w stanach możliwości formowania samorządu. Dystrykt jest pozbawiony prawa do wyboru delegata w Kongresie, nie przysługują mu też miejsca w Senacie. Waszyngtończycy nie mogli uczestniczyć w wyborach prezydenckich do momentu ratyfikowania 23. poprawki do Konstytucji Stanów Zjednoczonych w 1961. Od tego czasu mają to prawo, a Dystryktowi Kolumbii przysługuje 3 elektorów.

## Historia

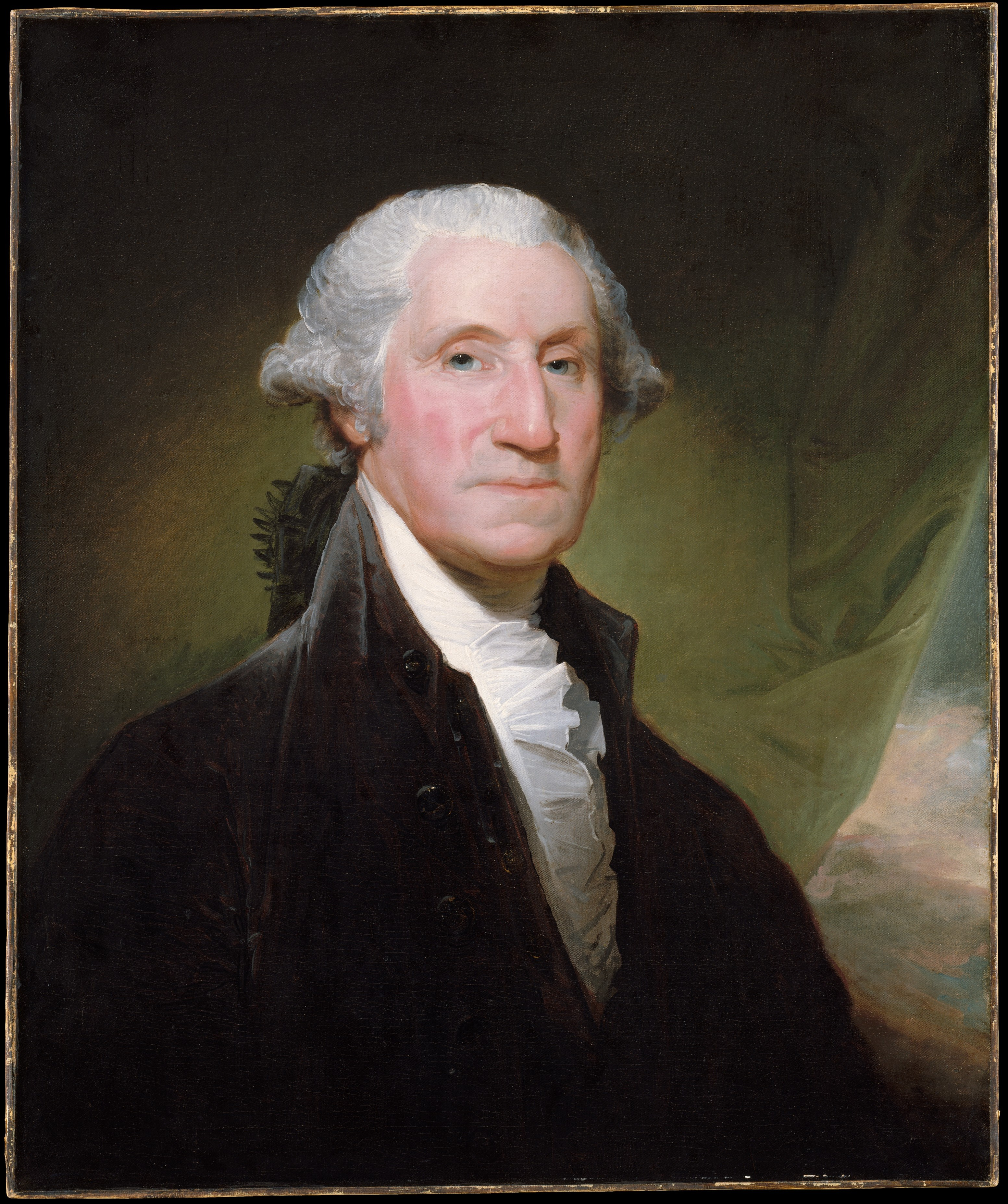
Jerzy Waszyngton, pierwszy prezydent Stanów Zjednoczonych. Portret pędzla Gilberta Charlesa Stuarta (1795)

Gdy w XVII wieku pierwsi Europejczycy przybyli na tereny, gdzie dziś znajduje się Waszyngton, dorzecze rzeki Anacostia zamieszkiwała rdzenna ludność Nacotchtank, zaliczana do ludów algonkińskich; jednakże rdzenni Amerykanie w dużej mierze opuścili ten obszar w początkach XVIII wieku. Georgetown, założone na terenie Prowincji Maryland, nad północnym brzegiem Potomak w 1751, weszło w skład wydzielonego blisko 40 lat później terytorium federalnego. Powstałe w 1749 miasto Alexandria, leżące obecnie w stanie Wirginia, pierwotnie również znalazło się w obrębie Dystryktu.
Argumenty za utworzeniem dystryktu federalnego przedstawił James Madison w eseju „Federalist No. 43”, opublikowanym 23 stycznia 1788. Dowodził w nim, że stolica musi uzyskać odrębność od administracji stanowej, aby zachować samowystarczalność i zapewnić sobie bezpieczeństwo. Napaść w 1783 grupy rozzłoszczonych niewypłaceniem żołdu żołnierzy na rezydujący w Filadelfii Kongres, znana jako bunt pensylwański (ang. Philadelphia Mutiny), znacząco uwydatniła organom państwowym konieczność zadbania o własną ochronę. Z tego względu ósma sekcja Artykułu Pierwszego Konstytucji Stanów Zjednoczonych przyznaje władzom kompetencję utworzenia stolicy pod postacią „Dystryktu (nieprzekraczającego swymi rozmiarami kwadratu o boku długości dziesięciu mil) powstałego z terytoriów odstąpionych przez poszczególne stany, który, za aprobatą Kongresu, stanie się siedzibą Rządu Stanów Zjednoczonych”, nie precyzuje jednakże jej położenia. Porozumienie nazywane Kompromisem z 1790, zawarte pomiędzy Jamesem Madisonem, Alexandrem Hamiltonem i Thomasem Jeffersonem, ustalało, że Rząd przejmie długi wojenne administracji stanowych pod warunkiem, że stolica znajdzie się na terenach południowych.
- Wydany 16 lipca 1790 Residence Act(inne języki) decydował, że nowa stolica znajdzie się nad rzeką Potomak, a jej dokładną lokalizację określi prezydent Waszyngton[c]. Zgodnie z zapisami Konstytucji, początkowo dystryktowi nadano kształt kwadratu o boku 10 mil (16 km), co dało łączną powierzchnię 100 mil kwadratowych (260 km²). W latach 1791–1792 Andrew Ellicott(inne języki) wraz z pomocnikami, między innymi Benjaminem Bannekerem(inne języki), przeprowadził pomiary topograficzne na granicach Dystryktu z Maryland i Wirginią oraz oznaczył je rozmieszczonymi co milę znakami granicznymi(inne języki); większość z nich znajduje się na miejscu do dziś[13]. Równolegle nad północnym brzegiem Potomak, na wschód od istniejącej już osady Georgetown, rozpoczęła się budowa „miasta federalnego”. 9 września 1791 nadano mu nazwę na cześć George’a Washingtona, dystrykt zaś zyskał miano „Terytorium Kolumbii”, nawiązujące do używanej w owym czasie poetyckiej nazwy Stanów Zjednoczonych[d]. Pierwsze obrady Kongresu w nowej siedzibie odbyły się 17 listopada 1800[15].

Ogłoszony w 1801 Akt Organiczny oficjalnie uporządkował status prawny Terytorium, oddając je, wraz ze znajdującymi się na jego terenie miastami Waszyngtonem, Georgetown oraz Alexandrią, pod wyłączny zarząd Kongresu. Na nieprzynależących do żadnego osiedla terenach ustanowiono dwa hrabstwa: Waszyngtonu na wschód od Potomaku i Alexandrii na zachód od rzeki (obecnie, po zmianie nazwy w 1920 roku, Hrabstwo Arlington). Zgodnie z tą uchwałą, obywatele Dystryktu przestali być mieszkańcami stanów Maryland i Wirginia, w konsekwencji czego stracili prawo do posiadania przedstawicieli w Kongresie.

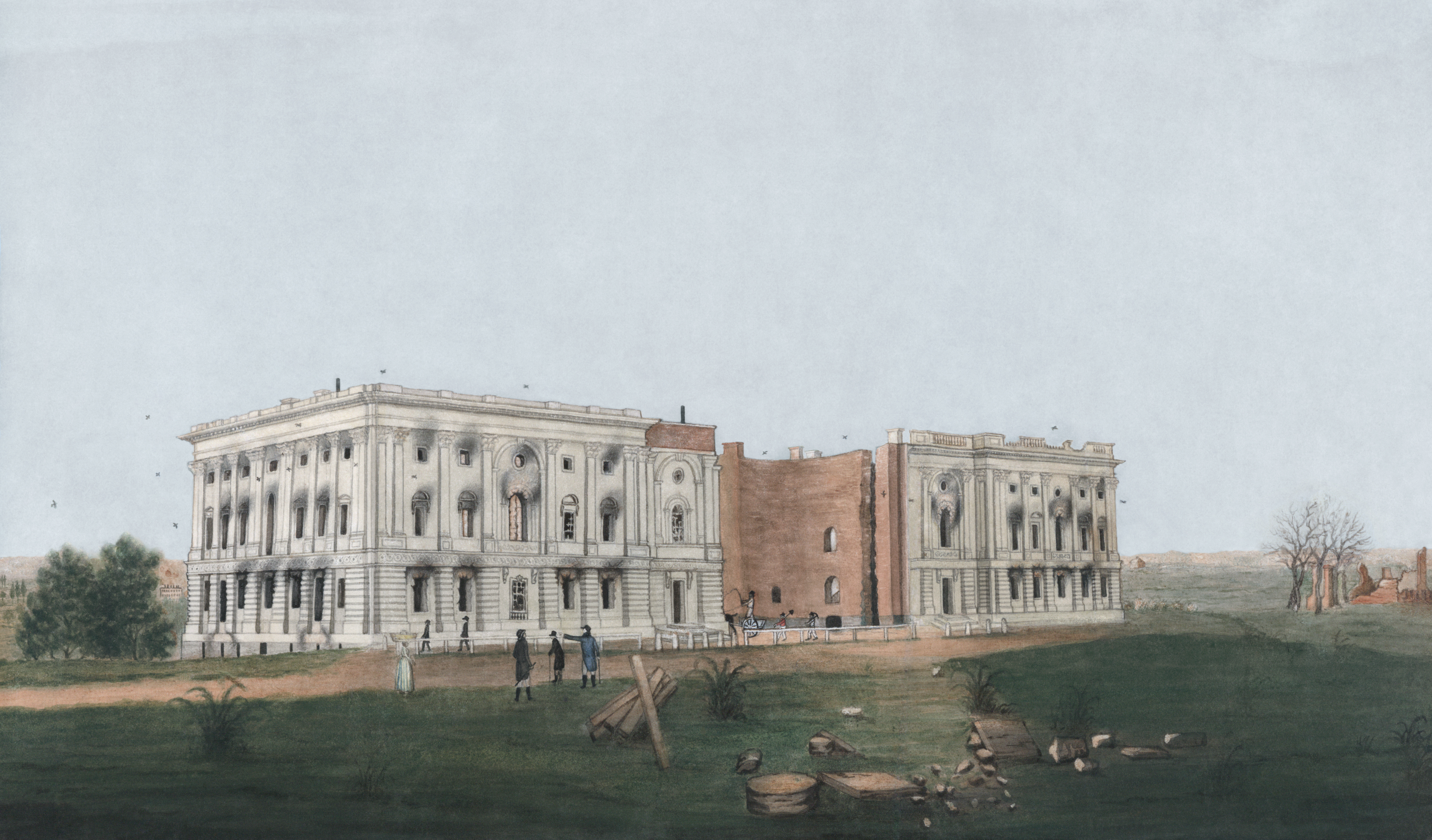
Rysunek przedstawiający nieukończony Kapitol po spaleniu Waszyngtonu przez Anglików w 1814

W dniach 24–25 sierpnia 1814 miał miejsce epizod znany jako spalenie Waszyngtonu. Brytyjczycy zaatakowali stolicę podczas wojny brytyjsko-amerykańskiej w odwecie za ograbienie i zniszczenie Yorku (dzisiejsze Toronto). Anglicy podpalili i zdewastowali nieukończony Kapitol, siedzibę Departamentu Skarbu i Biały Dom. Większość budynków rządowych szybko odbudowano, jednak Kapitolu nie udało się wznieść aż do 1868.
Już w 1800 mieszkańcy Dystryktu protestowali przeciw brakowi praw wyborczych. Pojawiły się propozycje, by wybrnąć z kłopotliwej sytuacji, zwracając scedowane na rzecz powołania terytorium federalnego ziemie macierzystym stanom. Zagadnienie to przeszło do historii pod nazwą retrocesji. Nie uzyskała ona wystarczającego poparcia aż do lat trzydziestych XIX wieku, kiedy to hrabstwo Alexandrii dotknęła zapaść gospodarcza z uwagi na zaniedbania władzy. Sprawę pogorszył fakt, że Alexandria stanowiła ważny ośrodek handlu niewolnikami, a krążyły podówczas pogłoski, jakoby zasiadający w Kongresie abolicjoniści dążyli do zniesienia niewolnictwa w Dystrykcie, co jeszcze bardziej pogłębiłoby problemy ekonomiczne regionu. Niezadowolona z poczynań Kongresu ludność zaczęła wysuwać roszczenia dotyczące powrotu do Wirginii. Organa stanowe uczyniły im zadość w lutym 1846, częściowo, dlatego że powrót Alexandrii zapewniał Zgromadzeniu Ogólnemu Wirginii (ang. Virginia General Assembly) dwóch kolejnych popierających niewolnictwo delegatów. 9 lipca 1846 Kongres zgodził się zwrócić stanowi Wirginia obszary leżące na południe od rzeki Potomak.

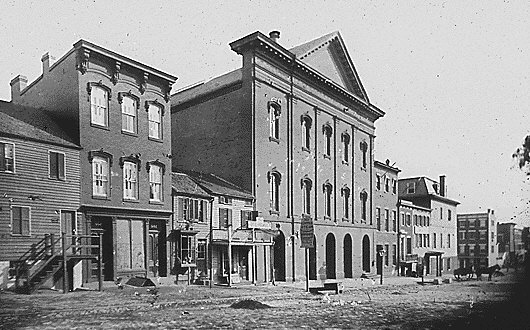
Teatr Forda, miejsce zabójstwa Abrahama Lincolna w 1865

Obawy przeciwników wyzwolenia okazały się uzasadnione. Kompromis z 1850 zakazał handlu ludźmi w granicach Dystryktu, jednakże samo posiadanie niewolników pozostało w dalszym ciągu legalne. Mimo to do 1860 już 80% czarnoskórych mieszkańców miasta było wolnymi ludźmi. Wybuch wojny secesyjnej spowodował znaczny wzrost populacji Dystryktu ze względu na ekspansję rządu federalnego i liczny napływ wyzwoleńców. Rok 1862 przyniósł, dziewięć miesięcy przed wydaniem Proklamacji Emancypacji, podpisanie przez Abrahama Lincolna Ustawa o kompensowanej emancypacji i ostateczny koniec niewolnictwa na terenie Dystryktu. Dzięki temu prawa obywatelskie otrzymało około 3100 osób. W 1870 terytorium federalne zamieszkiwała 132-tysięczna społeczność. Pomimo rozrostu miasta, w Waszyngtonie ulice ciągle pozostawały nieutwardzone, brakowało też podstawowej infrastruktury sanitarnej. Sytuacja stała się tak niekorzystna, że niektórzy członkowie Kongresu optowali za przeniesieniem stolicy w inne miejsce.
Następny Akt Organiczny, wydany przez Kongres w 1871, tworzył nowe władze dla całego terytorium federalnego. Miasta Waszyngton i Georgetown oraz Hrabstwo Waszyngtonu stały się jedną jednostką administracyjną, nazwaną Dystryktem Kolumbii. Nawet jeżeli z punktu widzenia prawa Waszyngton przestał istnieć, nie zaniechano używania jego dotychczasowej nazwy, a cały obszar stał się znany jako Waszyngton, D.C. Na mocy tego samego dokumentu Kongres powołał Komisję Robót Publicznych, odpowiedzialną za unowocześnienie miasta. W 1873 prezydent Grant zatwierdził na nowo utworzone stanowisko gubernatora Alexandra Shepherda. W ciągu tego roku Shepherd wydał na inwestycje publiczne 20 milionów dolarów (357 milionów według wartości z 2007). Dzięki tym pieniądzom miasto zostało istotnie zmodernizowane, lecz także stanęło przed nim widmo bankructwa, dlatego w 1874 Kongres zlikwidował samorząd i po raz kolejny objął Dystrykt bezpośrednią jurysdykcją. Po tej dacie w mieście nie wdrożono żadnych projektów odnowy aż do opracowania Planu McMillana na początku XX wieku.
Populacja Dystryktu utrzymywała się w przybliżeniu na niezmienionym poziomie do czasu nadejścia wielkiego kryzysu, kiedy to wprowadzana przez Franklina Delano Roosevelta polityka Nowego Ładu spowodowała znaczny rozrost administracji państwowej. II wojna światowa przyczyniła się do dalszego zwiększenia liczby rezydujących w Waszyngtonie urzędników; w 1950 ludność stolicy osiągnęła najwyższy w historii poziom 802 178 stałych mieszkańców. Uchwalona w 1961 23. poprawka do Konstytucji Stanów Zjednoczonych przyznała Dystryktowi trzy głosy w Kolegium Elektorskim.

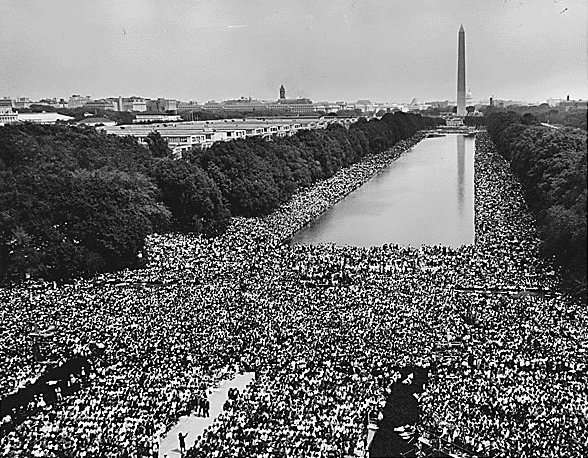
Tłumy otaczające Staw przed Mauzoleum Lincolna podczas Marszu na Waszyngton, 1963 r.

Po zamordowaniu 4 kwietnia 1968 pastora Martina Luthera Kinga, Waszyngton sparaliżowały zamieszki, które skupiły się w rejonach U Street, 14th Street, 7th Street oraz H Street – głównych ośrodkach zamieszkania i zatrudnienia ludności afroamerykańskiej. Rozruchy trwały trzy dni, zanim trzynastotysięczne oddziały Gwardii Narodowej i wojska zdołały powstrzymać rozlew krwi. W wyniku zajść spłonęło wiele budynków i sklepów; naprawa szkód trwała aż do końca lat dziewięćdziesiątych XX wieku.
W 1973 Kongres uchwalił Ustawę o samorządzie Dystryktu Kolumbii (ang. District of Columbia Home Rule Act), ustanawiający obieralnego burmistrza i radę miejską Dystryktu. W pierwszych wyborach zwycięstwo odniósł Walter Washington, stając się tym samym pierwszym wybranym przez mieszkańców burmistrzem Waszyngtonu i zarazem pierwszym czarnoskórym na tym stanowisku. Pod koniec lat osiemdziesiątych i na początku dziewięćdziesiątych praktycznie nowa jeszcze administracja straciła zaufanie i dostała się w ogień krytyki za swoją nieudolność i marnotrawstwo. Aby temu zaradzić, Kongres powołał w 1995 Komisję Kontroli Finansowej Dystryktu Kolumbii, której zadaniem było nadzorowanie wydatków miasta i uzdrowienie jego władz. Dystrykt odzyskał kontrolę nad swoim budżetem we wrześniu 2001, zawieszono wtedy również monitoring ze strony Komisji.
11 września 2001 terroryści uprowadzili samolot rejsowy należący do linii American Airlines i staranowali przy jego pomocy znajdujący się w pobliskim Arlington budynek Pentagonu. Samolot przeznaczony, jak się przypuszcza, do zaatakowania celu na terenie Waszyngtonu, rozbił się w stanie Pensylwania, gdy pasażerowie zaatakowali porywaczy w rozpaczliwej próbie odzyskania kontroli nad lotem.

## Warunki naturalne

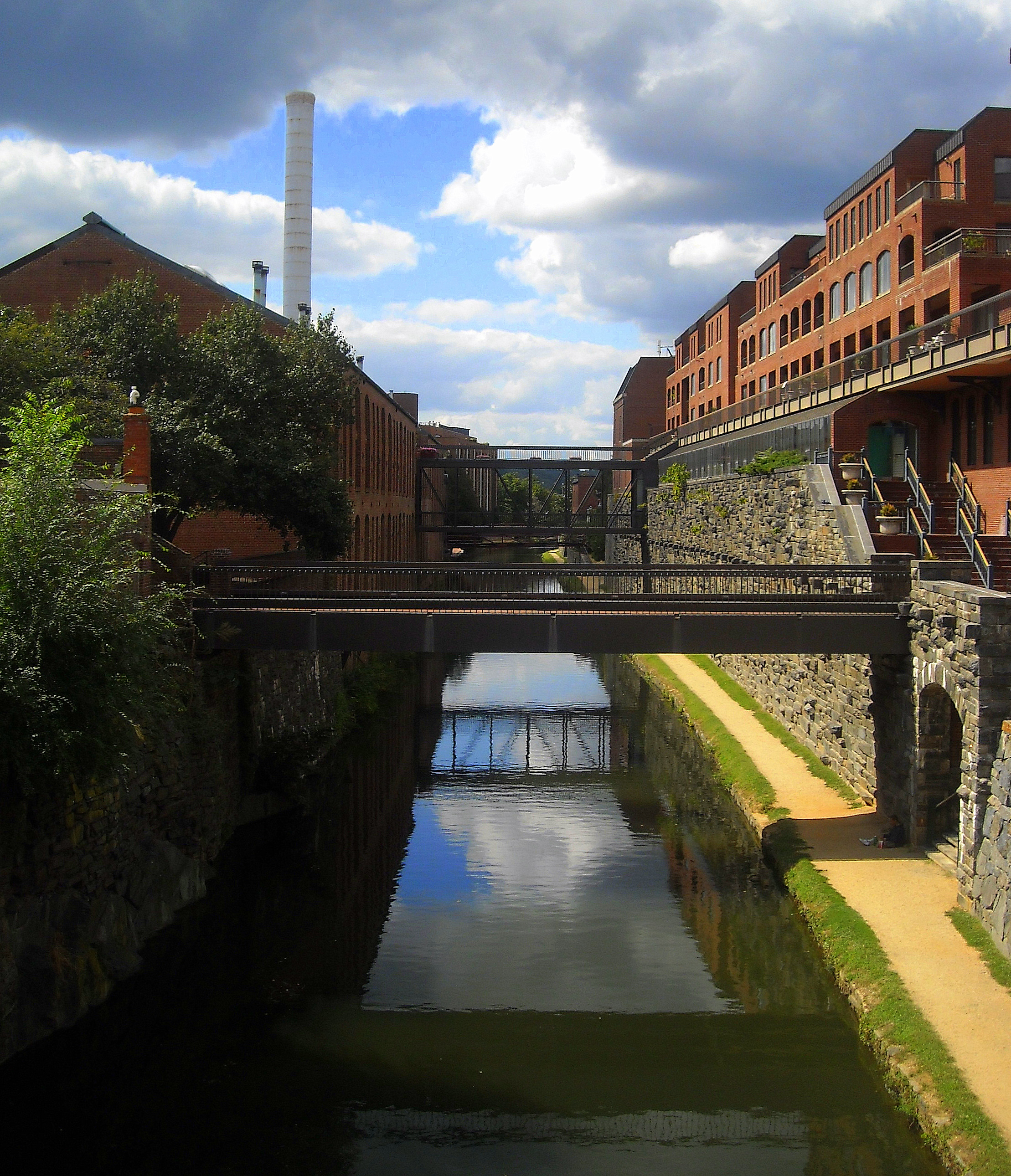
Przez dzielnicę Georgetown przebiega Chesapeake and Ohio Canal

Całkowita powierzchnia Dystryktu wynosi 177 km², z których 159 km² stanowi ląd, pozostałe zaś 18 km² (10,16%) – woda. Terytorium federalne nie ma już, jak pierwotnie, 100 mil kwadratowych (260 km²) z uwagi na zwrot jego południowej części stanowi Wirginia w 1846. Współcześnie składają się nań wyłącznie ziemie przekazane przez stan Maryland. Waszyngton otaczają stany: Wirginia ze strony południowego zachodu, oraz Maryland od północnego i południowego wschodu, a także północnego zachodu. Na jego terenie znajdują się trzy duże naturalne cieki: rzeka Potomak wraz z dopływami, Anacostia River oraz potok Rock Creek. Niegdyś istniał także czwarty, Tiber Creek, przepływający przez obszary National Mall, całkowicie ukryto go pod ziemią w latach siedemdziesiątych XIX wieku.
Waszyngton nie został, jak twierdzi jedna z miejskich legend, zbudowany na osuszonym bagnie. Mokradła pokrywały spore połacie terenu wzdłuż okolicznych rzek, tym niemniej i tak większość terytorium Dystryktu przypadała na grunty rolne i zalesione wzgórza. Najwyższe naturalne wzniesienie Dystryktu Kolumbii zwie się Point Reno, leży na terenie Fort Reno Park w Tenleytown i liczy 125 m n.p.m. Najniższy z kolei punkt to wysokość poziomu morza, jaką osiąga Potomak. Geograficzne centrum Waszyngtonu wyznaczono w pobliżu skrzyżowania 4th Street i L Street NW.
Około 19,4% Dystryktu zajmują parki, co czyni go drugim obok Nowego Jorku najbardziej zadrzewionym obszarem spośród gęsto zabudowanych miast amerykańskich. Nad większością terenów zielonych, takich jak Rock Creek Park, Chesapeake and Ohio Canal National Historical Park, National Mall, Theodore Roosevelt Island, Constitution Gardens, Meridian Hill Park oraz Anacostia Park, czuwa National Park Service. Jedynym znaczącej wielkości obszarem środowiska naturalnego nieznajdującym się pod jego kuratelą jest Narodowe Arboretum Stanów Zjednoczonych, które pozostaje pod opieką Departamentu Rolnictwa. W okresie 1850–1927 mający swój początek nieopodal Georgetown Chesapeake and Ohio Canal pozwalał barkom transportowym omijać wodospady Great Falls położone w górnym biegu Potomak, na północnym zachodzie od Waszyngtonu.

### Klimat
Waszyngton znajduje się w strefie klimatu wilgotnego subtropikalnego (w klasyfikacji klimatów Köppena: Cfa). Tak jak pozostałe regiony amerykańskiego środkowego wybrzeża nieco odsunięte od oceanu, posiada wyraźne cztery pory roku. Dystrykt położony jest w strefach mrozoodporności roślin 8a (rejon śródmieścia) oraz 7b (pozostałe obszary), co świadczy o umiarkowanym klimacie. Wiosna i jesień są łagodne, mało wilgotne, zimą natomiast utrzymują się niskie temperatury, roczny opad śniegu wynosi 420 mm. Średnie najniższe temperatury zimą oscylują wokół –1 °C od połowy grudnia do połowy lutego. Większe zamiecie dotykają region średnio w odstępie czterech do sześciu lat. Najbardziej gwałtowne burze zwane są nor'easter, cechują je silny wiatr i deszcz oraz sporadycznie towarzyszące im śnieżyce. Tego typu zjawiska atmosferyczne notorycznie nawiedzają duże obszary amerykańskiego Wschodniego Wybrzeża (ang. East Coast).
Lata są zwykle gorące i wilgotne, z dziennymi średnimi temperaturami lipca i sierpnia w okolicy 30 °C. Połączenie ciepła z wilgotnością skutkuje częstym występowaniem gwałtownych burz, niektóre z nich sprowadzają także tornada. Szalejące późnym latem i wczesną jesienią tropikalne huragany (lub pozostałości po nich) rzadko docierają w te rejony. Nawet jeśli do tego dojdzie, są one bardzo osłabione w związku z odległością, jaką muszą pokonać z uwagi na śródlądowe położenie Waszyngtonu. Wylewy Potomak, wywoływane pływami oceanu oraz gwałtownymi morskimi falami, powodowały w przeszłości znaczące zniszczenia w rejonie Georgetown.
Najwyższą zarejestrowaną w regionie temperaturę 41 °C odnotowywano 6 sierpnia 1918 oraz 20 lipca 1930, najniższą zaś, −26,1 °C, 11 lutego 1899, podczas wielkiej zamieci z 1899 (ang. Great Blizzard of 1899). Przez około 36,7 dnia w roku średnia temperatura utrzymuje się powyżej 32 °C, a przez 64,4 nocy spada poniżej zera.
| Miesiąc                                                   | Sty   | Lut   | Mar  | Kwi  | Maj | Cze  | Lip | Sie  | Wrz  | Paź  | Lis  | Gru  | Roczna |
| --------------------------------------------------------- | ----- | ----- | ---- | ---- | --- | ---- | --- | ---- | ---- | ---- | ---- | ---- | ------ |
| Rekordy maksymalnej temperatury [°C]                      | 26    | 29    | 34   | 35   | 37  | 39   | 41  | 41   | 40   | 36   | 30   | 26   | 41     |
| Średnie temperatury w dzień [°C]                          | 6     | 8     | 13   | 19   | 24  | 29   | 31  | 30   | 26   | 20   | 14   | 8    | 19     |
| Średnie temperatury w nocy [°C]                           | -3    | -1    | 3    | 8    | 13  | 18   | 21  | 21   | 17   | 10   | 4    | 0    | 9      |
| Rekordy minimalnej temperatury [°C]                       | -26   | -26   | -16  | -9   | 1   | 6    | 11  | 9    | 2    | -3   | -12  | -25  | −26    |
| Opady [mm]                                                | 81.5  | 66.8  | 91.4 | 70.4 | 97  | 79.5 | 93  | 87.4 | 96.3 | 81.8 | 77   | 77.5 | 999,5  |
| Opady śniegu [mm]                                         | 134.6 | 134.6 | 53.3 | 0    | 0   | 0    | 0   | 0    | 0    | 0    | 20.3 | 78.7 | 421,6  |
| Średnia liczba dni deszczowych                            | 10    | 9     | 11   | 10   | 11  | 9    | 13  | 9    | 8    | 7    | 9    | 9    | 115    |
| Źródło: The Weather Channel Weatherbase.com sierpień 2009 |       |       |      |      |     |      |     |      |      |      |      |      |        |

## Urbanistyka

Plan Waszyngtonu z 1792 autorstwa Pierre Charles L’Enfant po korektach Andrew Ellicott

Waszyngton powstał od podstaw na wcześniej niezagospodarowanym terenie. Głównym autorem koncepcji miasta był Pierre Charles L’Enfant, urodzony we Francji architekt, inżynier oraz urbanista, który po raz pierwszy znalazł się w koloniach, gdy wraz z generałem La Fayette jako inżynier wojskowy brał udział w wojnie o niepodległość Stanów Zjednoczonych. W 1791 prezydent Waszyngton powierzył mu zadanie zaprojektowania nowej stolicy. Przedstawiona przez L’Enfanta idea czerpała z wzorców barokowych – zawierała elementy takie jak szerokie aleje rozchodzące się promieniście z prostokątnych oraz okrągłych placów, co zapewniało sporo otwartej przestrzeni i dawało możliwość swobodnego kształtowania krajobrazu. W marcu 1792 L’Enfant stracił stanowisko – jego nalegania na to, by nadzorować najdrobniejsze szczegóły projektu doprowadziły do konfliktów z trzema mającymi zarządzać budową wyznaczonymi przez Waszyngtona komisarzami. Miejsce Francuza zajął Andrew Ellicott, dotychczasowy współpracownik, który pomagał mu między innymi badać teren przyszłego miasta. Ellicott dokonał w planach kilku korekt, zmieniając przebiegi pewnej części ulic, jednakże nie wpłynęło to istotnie na oryginalny zamysł. Ówczesne granice miasta Waszyngton wyznaczały: teren przy dzisiejszym Florida Avenue od północy, Rock Creek na zachodzie, oraz Anacostia River na wschodzie.
U progu XX wieku wizję stolicy L’Enfanta jako miejsca obfitującego w liczne tereny zielone oraz wielkie pomniki narodowe zakłócały powstające wszędzie slumsy i chaotycznie stawiane budynki, na przykład stacja kolejowa na terenie National Mall. W 1900 Kongres powołał połączony komitet pod przewodnictwem senatora Jamesa McMillana z zadaniem uporządkowania i upiększenia najważniejszych obszarów miasta federalnego. Ukończony w 1901 projekt zakładał reorganizację terenów przy Kapitolu oraz National Mall, budowę nowych obiektów użyteczności publicznej i monumentów, usunięcie slumsów, a także stworzenie nowego systemu parków miejskich. Architekci zaangażowani do komisji posiłkowali się oryginalną koncepcją, stąd też ich wkład uważa się za swoiste dopełnienie wizji L’Enfanta.

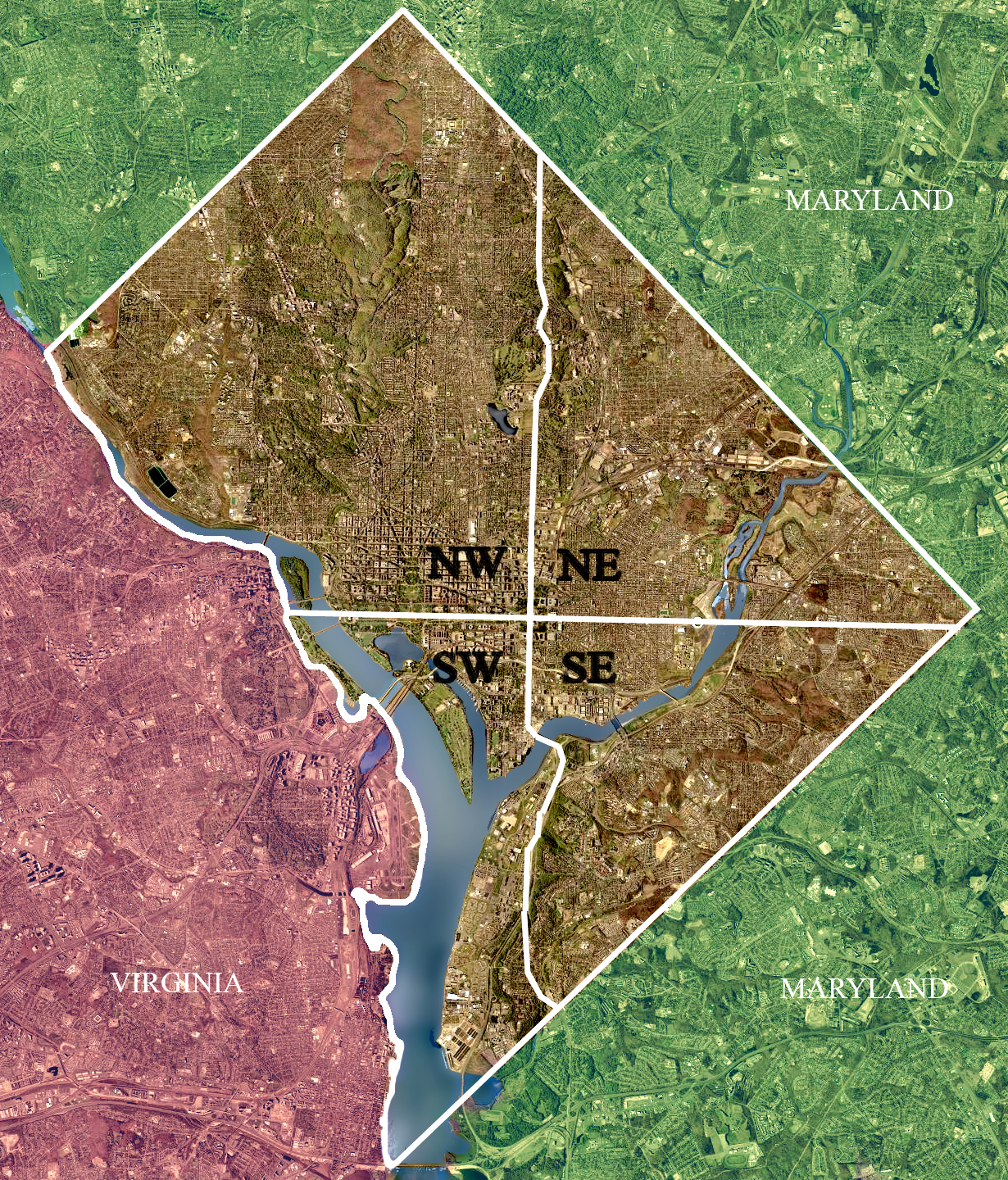
Podział Dystryktu na cztery kwadranty

Gdy wzniesiono dwunastopiętrową Cairo Apartment Building, Kongres przegłosował w 1910 Heights of Buildings Act, wprowadzający limit wysokości budynków wznoszonych na terytorium federalnym. Jeszcze w tym samym roku uchwalono doń poprawkę, ograniczającą maksymalną wysokość budowanych obiektów do szerokości ulicy, przy której miały stanąć, zwiększonej o 20 stóp (6,1 m). Dzięki temu współczesna panorama miasta zachowała niewysoki i rozległy charakter, co czyni zadość pragnieniu Thomasa Jeffersona, aby uczynić z Waszyngtonu „amerykański Paryż” z „niską, dogodnie rozmieszczoną” wzdłuż „lekkich i otwartych” ulic zabudową. Wskutek wydania tego zarządzenia, Pomnik Waszyngtona pozostał po dziś dzień najwyższym obiektem na terenie Dystryktu, jednakże, wbrew krążącym pogłoskom, nigdy nie był on sankcjonowanym prawnie punktem odniesienia dla dopuszczalnej wysokości budynków, podobnie zresztą jak Kapitol. Obowiązujące ograniczenia uznaje się za główny powód braku dostępnych w przystępnych cenach mieszkań oraz problemów komunikacyjnych wynikających z postępującego zjawiska eksurbanizacji. Szereg wyższych obiektów ulokowano nieopodal śródmieścia, lecz poza granicami Dystryktu, w leżącym po drugiej stronie Potomak Rosslyn.
Dystrykt podzielono na cztery kwadranty o niejednakowej powierzchni: Północno-Zachodni (NW), Północno-Wschodni (NE), Południowo-Wschodni (SE) oraz Południowo-Zachodni (SW). Osie tworzące ich granice biorą swe początki w krypcie Kapitolu. Wszystkie nazwy ulic zawierają skrót określający, w której ćwiartce się znajdują, większość z nich nadawano według wzorców: drogi o przebiegu ze wschodu na zachód identyfikują litery (np. C Street SW), a o przebiegu z północy na południe – numery (np. 4th Street NW). Za najbardziej rozpoznawalne uchodzą Pennsylvania Avenue, łącząca Biały Dom z Kapitolem oraz K Street, przy której znajdują się biura wielu grup lobbingowych. Waszyngton to również siedziba 174 ambasad, z których aż 59 ulokowano w części Massachusetts Avenue znanej pod nieoficjalną nazwą „Embassy Row”.

### Architektura

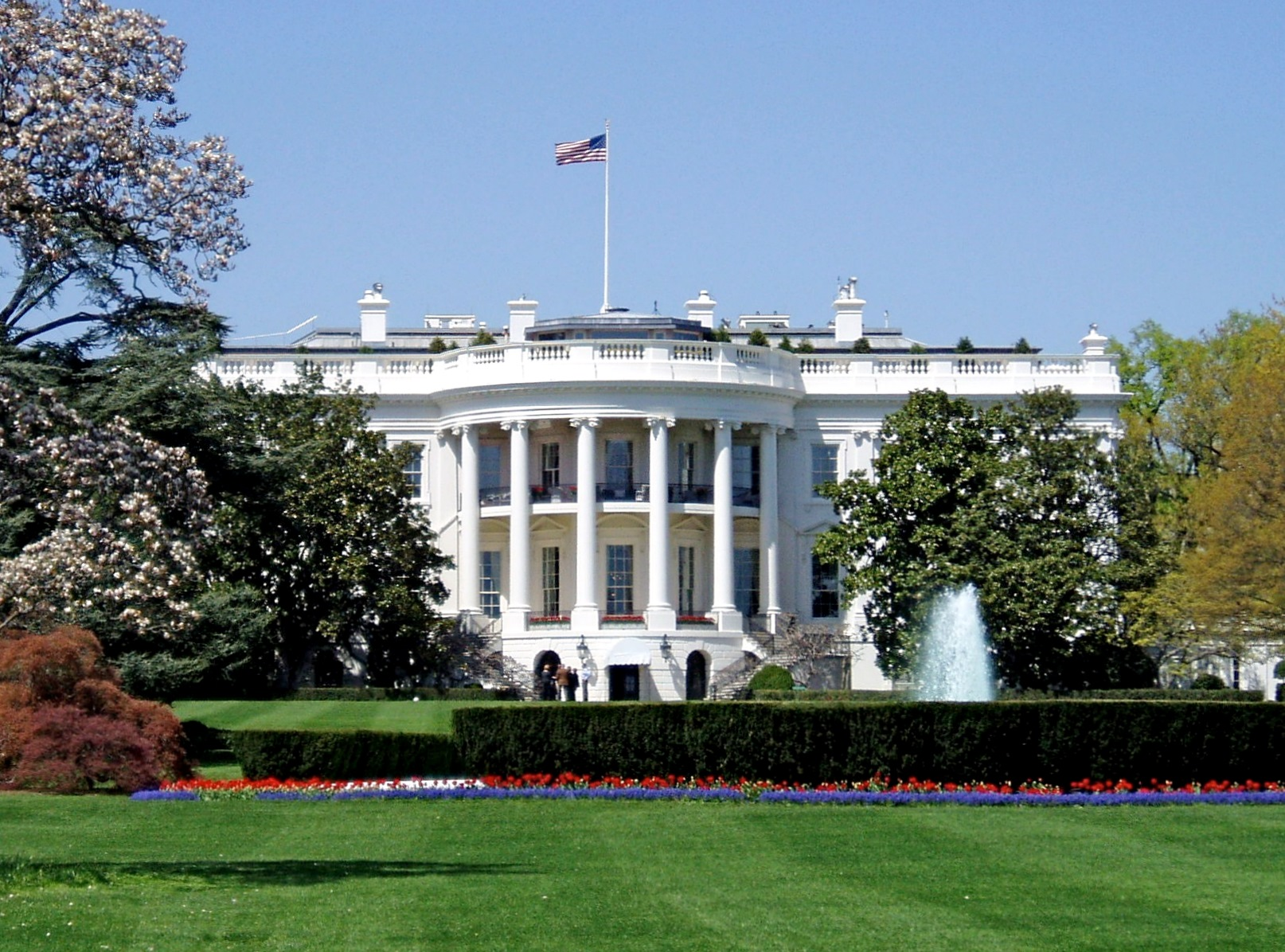
Biały Dom zajął drugie miejsce w zorganizowanym w 2007 przez AIA plebiscycie „America’s Favorite Architecture”

Architektura Waszyngtonu stanowi mieszankę różnych stylów. Na terenie Dystryktu znajduje się sześć budynków z pierwszej dziesiątki plebiscytu „America’s Favorite Architecture”, zorganizowanego przez AIA w 2007: Biały Dom, Washington National Cathedral, Jefferson Memorial, Kapitol, Pomnik Lincolna i Vietnam Veterans Memorial. Obiekty te, podobnie jak wiele innych znaczących budowli, reprezentują architekturę klasycystyczną, georgiańską, neogotycką oraz modernistyczną. Za godne uwagi uznać można również budynki wzniesione w stylu II Cesarstwa Francuskiego, takie jak Old Executive Office Building.
Poza śródmieściem formy architektoniczne jeszcze bardziej się różnicują. Historyczne obiekty zaprojektowano głównie w stylach królowej Anny, Châteauesque, neoromańskim, neogregoriańskim, Beaux-Arts oraz zgodnie z różnorodnymi nurtami architektury wiktoriańskiej. Budownictwo szeregowe powszechnie występuje na obszarach miasta powstałych po wojnie secesyjnej, reprezentuje przeważnie trendy typowe dla architektury federalistycznej oraz późnowiktoriańskiej. Ponieważ Georgetown założono przed powstaniem Waszyngtonu, na jego terenie znajdują się najstarsze budynki Dystryktu, a wśród nich Old Stone House – wzniesiony w 1765 najstarszy istniejący współcześnie w granicach terytorium federalnego dom. Większość użytkowanej w obecnych czasach zabudowy mieszkaniowej powstała jednakże dopiero w latach siedemdziesiątych XIX wieku i później, również reprezentuje ona na ogół stylistykę typową dla zmierzchu epoki wiktoriańskiej. Założony w 1789 Uniwersytet Georgetown wyróżnia się spośród sąsiednich obiektów, łącząc w sobie elementy neoromańskie i neogotyckie. Największym budynkiem na terenie Dystryktu jest Ronald Reagan Building, z powierzchnią wynoszącą w przybliżeniu 288 000 m².

## Demografia
| Ludność Waszyngtonu | Ludność Waszyngtonu | Ludność Waszyngtonu |
| ------------------- | ------------------- | ------------------- |
| Rok                 | Liczba ludności     | Przyrost            |
| 1800                | 8144                | –                   |
| 1810                | 15 471              | 90,0%               |
| 1820                | 23 336              | 50,8%               |
| 1830                | 30 261              | 29,7%               |
| 1840                | 33 745              | 11,5%               |
| 1850                | 51 687              | 53,2%               |
| 1860                | 75 080              | 45,3%               |
| 1870                | 131 700             | 75,4%               |
| 1880                | 177 624             | 34,9%               |
| 1890                | 230 392             | 29,7%               |
| 1900                | 278 718             | 21,0%               |
| 1910                | 331 069             | 18,8%               |
| 1920                | 437 571             | 32,2%               |
| 1930                | 486 869             | 11,3%               |
| 1940                | 663 091             | 36,2%               |
| 1950                | 802 178             | 21,0%               |
| 1960                | 763 956             | -4,8%               |
| 1970                | 756 510             | -1,0%               |
| 1980                | 638 333             | -15,6%              |
| 1990                | 606 900             | -4,9%               |
| 2000                | 572 059             | -5,7%               |
| 2010                | 601 723             | 5,2%                |
| 2018                | 702 455             | 16,7%               |

W 2009 United States Census Bureau oszacowało populację Dystryktu na 599 657 mieszkańców, tym samym potwierdzając utrzymanie się trendu wzrostowego liczby ludności od czasu przeprowadzenia spisu powszechnego z 2000, który wykazał 572 059 mieszkańców. Dni robocze przynoszą, wraz z napływem do Waszyngtonu osób w nim zatrudnionych, lecz zamieszkujących przedmieścia, tymczasowe znaczne zwiększenie liczby ludzi przebywających na jego terenie. Według danych pochodzących z 2005, przyrost ten sięga około 71,8%, co powoduje, że podczas dnia roboczego populacja rośnie do ponad miliona. Obszar Metropolitalny Waszyngtonu, w skład którego wchodzą również pobliskie hrabstwa położone zarówno w Maryland, jak i Wirginii, zajmuje, z ludnością na poziomie przewyższającym pięć milionów, dziewiąte miejsce pod względem wielkości w Stanach Zjednoczonych. Gdy połączyć go z Baltimore i jego przedmieściami, populacja utworzonego w ten sposób Obszaru Metropolitalnego Baltimore-Waszyngton przekracza osiem milionów, czyniąc zeń czwarty najbardziej zaludniony region kraju.
Według przeprowadzonego przez Census Bureau w 2007 American Community Survey, struktura rasowa Dystryktu kształtuje się następująco: 55,6% ludności stanowią Afroamerykanie, 36,3% biali, 3,1% Azjaci, a 0,2% rdzenni Amerykanie. Odsetek innych ras wynosi łącznie 4,8%, a osób wielorasowych – 1,6%. Dodatkowo, udział Latynosów w ogóle społeczeństwa sięga 8,3%. Liczbę mieszkających w Waszyngtonie zagranicznych imigrantów oszacowano w 2007 na 74 000. Główne państwa ich pochodzenia to Salwador (Salwadorczycy skupili się na terenie dzielnicy Mount Pleasant), Wietnam, oraz Etiopia.

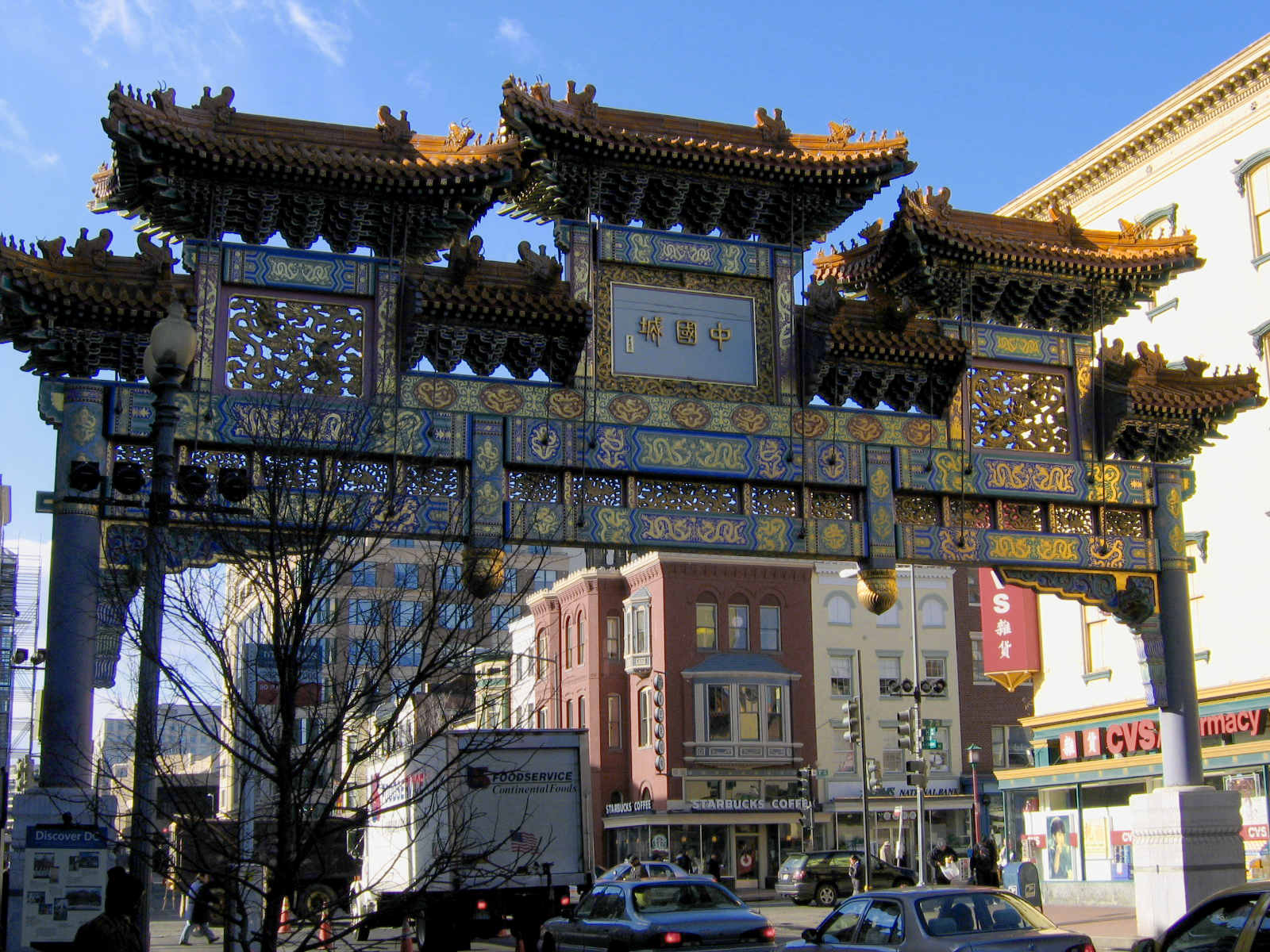
Łuk Przyjaźni, znajdujący się w centrum waszyngtońskiego Chinatown

W odróżnieniu od innych amerykańskich miast o licznej populacji afroamerykańskiej, Waszyngton już na początku swego istnienia posiadał sporą liczbę czarnoskórych mieszkańców. Jest to rezultatem likwidacji niewolnictwa na terenach Górnego Południa Stanów Zjednoczonych tuż po wojnie o niepodległość. Udział wolnych Afroamerykanów w ludności regionu wzrósł z 1% przed wojną do 10% w 1810. Na terenie Dystryktu czarnoskórzy mieszkańcy stanowili w latach 1800–1940 około 30% społeczeństwa. Ich udział osiągnął szczytową wartość 70% w 1970, od kiedy też frakcja ta systematycznie maleje z uwagi na odpływ licznych przedstawicieli czarnej ludności w kierunku przedmieść. Część starszych mieszkańców powróciła również na południe kraju, motywowana więzami rodzinnymi oraz niższymi kosztami utrzymania. W międzyczasie procent ludności białej powoli rósł, częściowo wskutek postępującej gentryfikacji wielu obszarów metropolii uważanych dotychczas za tradycyjne ostoje ludności afroamerykańskiej. Jest to szczególnie widoczne, jeżeli porównać 7,3% spadek liczebności populacji czarnoskórych ze 17,8% wzrostem liczby białych od 2000. Nie oznacza to jednak, że Afroamerykanie jedynie opuszczają miasto. Część z nich, szczególnie absolwenci college’ów oraz młodzi fachowcy, przenoszą się doń z obszarów północnych oraz środkowego zachodu w ramach Nowej Wielkiej Migracji, poszukując pracy, którą łatwiej zdobyć w Waszyngtonie.
Podczas spisu powszechnego z 2000 około 33 000 pełnoletnich osób w Dystrykcie zadeklarowało orientację homo- oraz biseksualną, co stanowi w przybliżeniu 8,1% dorosłej populacji miasta. Małżeństwa osób tej samej płci są prawnie dopuszczalne od 3 marca 2010 roku.
Według sprawozdania z 2007, zjawisko analfabetyzmu funkcjonalnego dotyczy jednej trzeciej mieszkańców Dystryktu, w porównaniu do ogólnokrajowej średniej wynoszącej 20%. Jest to po części zasługa licznych imigrantów nieznających w dostatecznym stopniu języka angielskiego. Badania przeprowadzone w 2005 pozwoliły ustalić, że 85,16% mieszkańców powyżej piątego roku życia używa w domu jedynie języka angielskiego, 8,78% zaś hiszpańskiego. Francuski, z 1,35% udziałem, plasuje się na trzeciej pozycji. W sprzeczności do występującego wysokiego odsetka dotkniętych analfabetyzmem funkcjonalnym stoi fakt, że blisko 46% waszyngtończyków legitymuje się wykształceniem co najmniej wyższym licencjackim, nabytym po czteroletnich studiach w college’u. Według danych z 2000 więcej niż połowa zamieszkujących terytorium federalne to chrześcijanie: 28% katolicy, 9,1% amerykańscy baptyści, 6,8% południowi baptyści, 1,3% prawosławni pod zwierzchnictwem cerkwi i orientalni, 13% należy do innych chrześcijańskich wspólnot wyznaniowych. Muzułmanie mają w społeczeństwie udział 10,6%, wyznawcy judaizmu 4,5%, frakcja wyznawców innych religii oraz niepraktykujących żadnej sięga 26,8%.

### Religia
Struktura religijna w 2014 r.:
- chrześcijanie
  - protestanci – 42%:
    - baptyści – 15%,
    - metodyści – 5%,
    - anglikanie – 4%,
    - kalwini – 4%,
    - zielonoświątkowcy – 4%,
    - pozostali – 10% (głównie: bezdenominacyjni, adwentyści dnia siódmego, luteranie, campbellici i uświęceniowcy),

  - katolicy – 19%,
  - prawosławni – 2%,
- bez religii – 24% (w tym: 4% agnostycy i 4% ateiści),
- żydzi – 4%,
- pozostałe religie – 9% (w tym: buddyści, muzułmanie, hinduiści, unitarianie, świadkowie Jehowy, scjentyści, mormoni i bahaiści[92]).

### Przestępczość
Podczas okresu znaczącego nasilenia przestępczości we wczesnych latach dziewięćdziesiątych XX wieku, Waszyngton zyskał miano „stolicy morderstw” Stanów Zjednoczonych, częstokroć zbliżając się z liczbą popełnianych zabójstw do Nowego Orleanu. Jej apogeum, w wysokości 479, przypadło na 1991, niedługo potem jednakże poziom przestępczości znacznie spadł. W 2009 w mieście wykryto 143 morderstwa, najmniej od 1966. Ostatecznie, liczba popełnianych zbrodni zmalała w latach 1995–2007 o 47%. W tym samym czasie liczba przestępstw przeciw mieniu, takich jak kradzieże czy rabunki, obniżyła się o w przybliżeniu 48%.
Jak w wypadku większości dużych miast, przestępczość utrzymuje się dziś na najwyższym poziomie w obrębie obszarów kojarzonych z gangami i handlem narkotykami. Najbogatsze dzielnice, położone w północno-zachodnim kwadrancie terytorium federalnego, pozostają w dużej mierze wolne od nielegalnej działalności, częstotliwość jej występowania nasila się jednak wraz z przemieszczaniem się na wschód. Wiele dzielnic, takich jak Columbia Heights czy Logan Circle, raz już dotkniętych plagą przestępstw, zdąża ku stabilizacji, ulegając przeobrażeniu w bezpieczne, pełne życia miejsca z uwagi na procesy gentryfikacyjne. Pod ich presją działalność pozaprawna przesuwana jest w kierunku wschodnim, niejednokrotnie poza granice Dystryktu, do Hrabstwa Prince George’s.
26 czerwca 2008 Sąd Najwyższy Stanów Zjednoczonych w sprawie Dystrykt Kolumbii przeciwko Hellerowi orzekł, że obowiązujący w mieście od 1976 zakaz posiadania broni był niezgodny z 2. poprawką do Konstytucji, gwarantującą prawo do dysponowania nią. Wyrok nie zniósł jednak wszystkich form kontroli nad uzbrojeniem – swej mocy nie utraciły przepisy zobowiązujące do jego rejestracji oraz zakaz posiadania broni szturmowej.

## Gospodarka

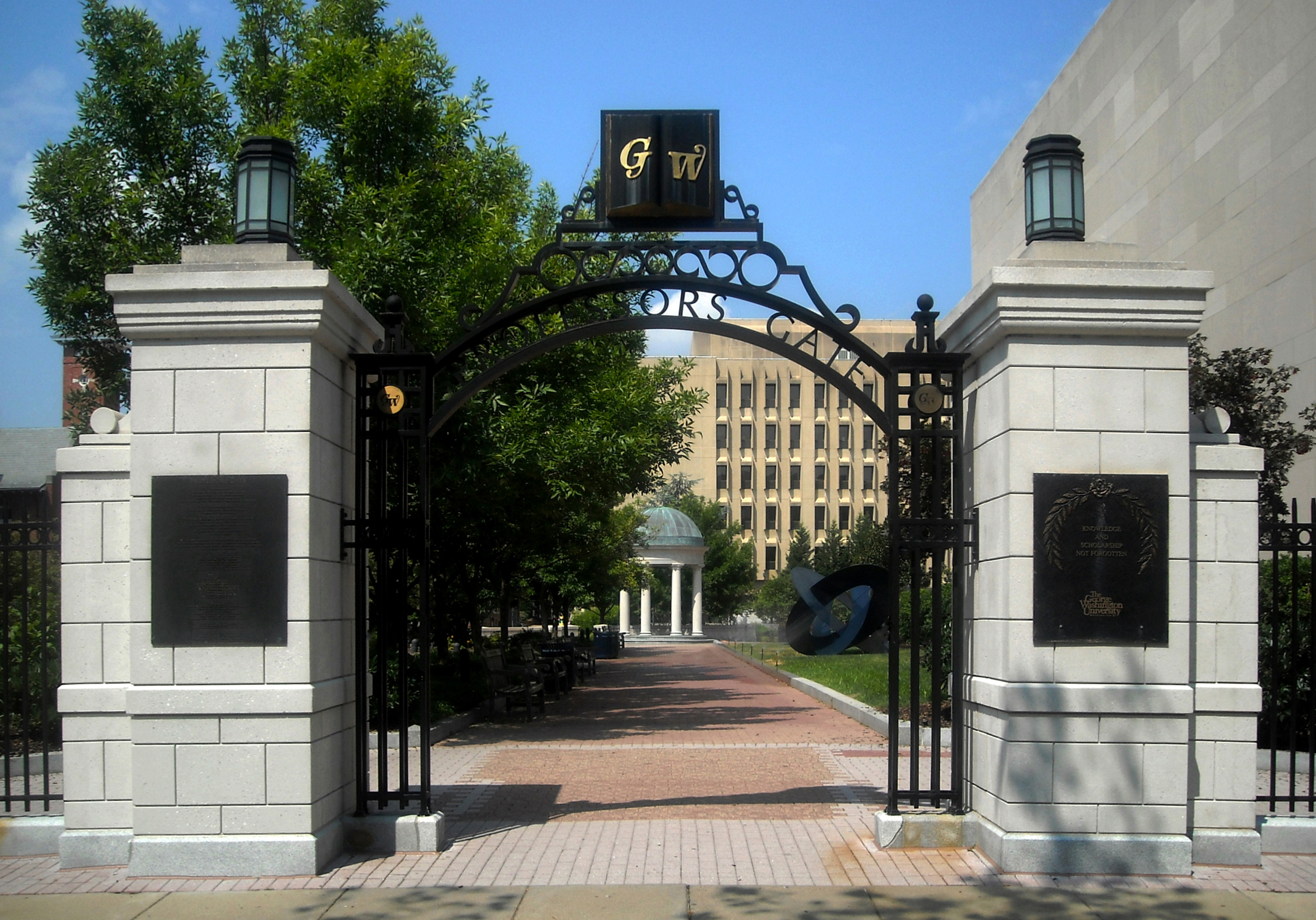
Brama profesorów Uniwersytetu Jerzego Waszyngtona, największego prywatnego pracodawcy w Dystrykcie

Gospodarkę Waszyngtonu cechują dodatnie tempo wzrostu, daleko posunięta dywersyfikacja, jak i również rosnący udział zatrudnienia w sektorach usług specjalistycznych oraz biznesowych. Produkt stanowy brutto terytorium na 2008 wyniósł 97,2 miliarda dolarów, co byłoby 35. wynikiem w rankingu stanów. Rząd federalny zapewniał wówczas 27% miejsc pracy w Dystrykcie. Uważa się, że czyni to gospodarkę Waszyngtonu bardziej odporną na wahania rynku, jako że organy władzy nie zawieszają swojej działalności nawet podczas najgłębszego kryzysu. Jednakże według danych ze stycznia 2007, pracownicy federalni w Waszyngtonie stanowią jedynie 14% siły roboczej na usługach rządu Stanów Zjednoczonych. Siedziby wielu organizacji – kancelarii prawnych, niezależnych dostawców (tak cywilnych, jak i wojskowych), organizacji pożytku publicznego, firm lobbingowych, związków i samorządów zawodowych oraz stowarzyszeń handlowych – ulokowano na terenie lub nieopodal stolicy, aby pozostawały w bliskości instytucji rządowych. Bezrobocie Obszaru Metropolitalnego Waszyngtonu wynosiło w grudniu 2008 4,4% – najmniej wśród 49 największych obszarów metropolitalnych Stanów Zjednoczonych, nieco poniżej średniej krajowej, równej ówcześnie 6,5%. Sam Dystrykt zamieszkiwało 7,4% osób bez pracy.
Waszyngton notuje wzrosty w gałęziach gospodarki niezwiązanych bezpośrednio z administracją rządową, szczególnie edukacji, finansów, polityki publicznej oraz badań naukowych. Pięciu największych pracodawców miasta to George Washington University, Uniwersytet Georgetown, Washington Hospital Center, Howard University oraz Fannie Mae. Znajdują się tu siedziby pięciu przedsiębiorstw wciągniętych na listę Fortune 1000, dwa z nich umieszczono również na liście Fortune 500.
Dystrykt ma, jeśli przyjąć za kryterium wielkość komercyjnej powierzchni biurowej, trzecie pod względem wielkości śródmieście w Stanach Zjednoczonych, zaraz po Nowym Jorku i Chicago. W 2006 Expansion Magazine umieścił Waszyngton wśród dziesięciu najbardziej przyjaznych inwestycjom obszarów państwa. Pomimo światowego kryzysu gospodarczego, zajął on drugie miejsce w rankingu najlepszych rynków pod długoterminowe inwestycje mieszkaniowe w kraju według miesięcznika Forbes. Według przeglądu dwustu największych światowych przedsiębiorstw deweloperskich z 2009, stał się światowym liderem sektora zagranicznych inwestycji w nieruchomości, wyprzedzając między innymi Londyn i Nowy Jork.
Podejmowane są różnorakie wysiłki mające poprawić jakość życia w mieście, znacząca ich część skupiła się w dzielnicach Logan Circle, Shaw i Columbia Heights, a także U Street Corridor i 14th Street Corridor. Rozwój niektórych części metropolii pobudziła w późnych latach dziewięćdziesiątych XX wieku budowa zielonej linii waszyngtońskiego metra, łączącej je z obszarami śródmieścia. Otwarte na początku marca 2008 nowe centrum handlowe w rejonie Columbia Heights stało się pierwszym nowym większym ośrodkiem handlowym rozpoczynającym działalność na terenie Dystryktu od blisko czterdziestu lat. Na gospodarkę Waszyngtonu, podobnie, jak ma to miejsce w wypadku innych miast, gentryfikacja wpływa pozytywnie, lecz korzyści z niej płynące rozkładają się nierównomiernie i nie wspomaga ona bezpośrednio biednych ludzi. W 2006 waszyngtończycy osiągali średni dochód na osobę w wysokości 55 755 dolarów, większy niż w którymkolwiek ze stanów, jednakże w 2005 19% mieszkańców, więcej niż w jakimkolwiek stanie poza Missisipi, żyło poniżej progu ubóstwa, co świadczy o dużych nierównościach społecznych w obrębie terytorium federalnego.

## Transport

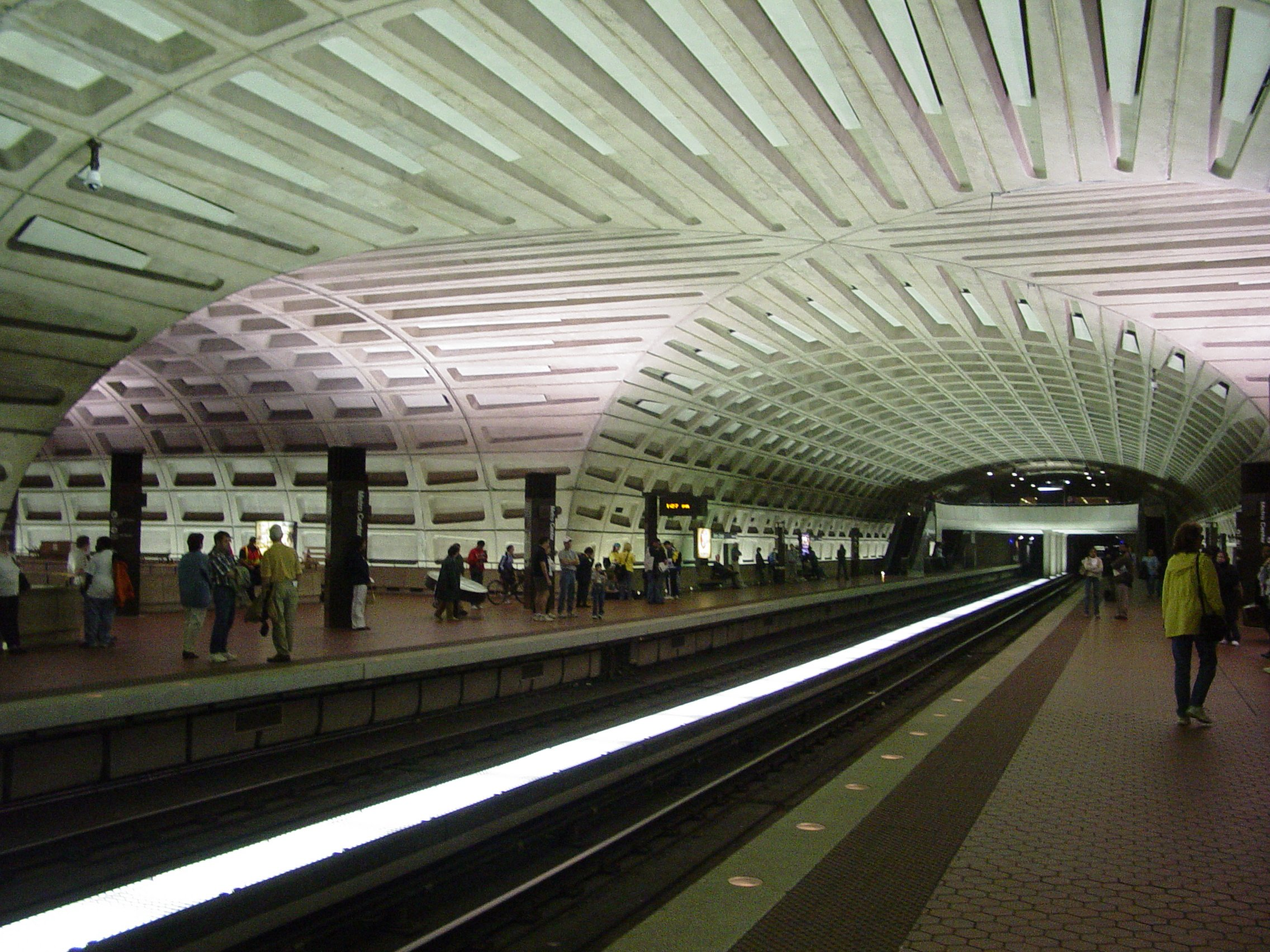
Metro Center to stacja przesiadkowa dla czerwonej, pomarańczowej oraz niebieskiej linii waszyngtońskiego metra

Obszar Metropolitalny Waszyngtonu służy często za przykład jednego z najbardziej zakorkowanych i przeludnionych regionów Stanów Zjednoczonych. W 2007 mieszkańcy przedmieść spędzali w zatorach drogowych średnio sześćdziesiąt godzin w roku, najwięcej w kraju po Los Angeles. Jednakże 37,7% dojeżdżających korzysta ze środków transportu publicznego, co również stanowi drugi rezultat w kraju, po Nowym Jorku.
Miejską siecią kolei podziemnej, Metrorailem (najczęściej nazywaną po prostu „Metrem”) oraz liniami autobusowymi Metrobus, kieruje Washington Metropolitan Area Transit Authority (WMATA). Komunikacja miejska służy zarówno Dystryktowi, jak i znajdującym się w Maryland i Wirginii przedmieściom. Metro rozpoczęło działalność 27 marca 1976, obecnie posiada 86 stacji i tory o łącznej długości 171,1 km. Z liczbą przejazdów na poziomie miliona dziennie w 2009, Metrorail jest, po metrze nowojorskim, najbardziej ruchliwą siecią tego rodzaju w Stanach Zjednoczonych.
WMATA przewiduje, że w 2030 z metra korzystać będzie przeciętnie milion pasażerów dziennie. Potrzeba zwiększenia przepustowości odświeżyła plany dodania 220 wagonów do systemu oraz zmiany tras niektórych pociągów w celu odciążenia najbardziej zatłoczonych stacji. Wzrost populacji w regionie wskrzesił także koncepcję budowy dodatkowych dwóch linii obsługujących przedmieścia i tras tramwajowych łączących niektóre dzielnice – pierwsza z nich ma zacząć funkcjonować pod koniec 2009. Otaczające Waszyngton jednostki administracyjne też posiadają własne sieci autobusowe, na przykład Ride On w hrabstwie Montgomery w Maryland, które uzupełniają usługi świadczone przez WMATA. W Metrorail, Metrobus oraz wszystkich lokalnych sieciach autobusowych, za bilety służą karty pre-paid SmarTrip.

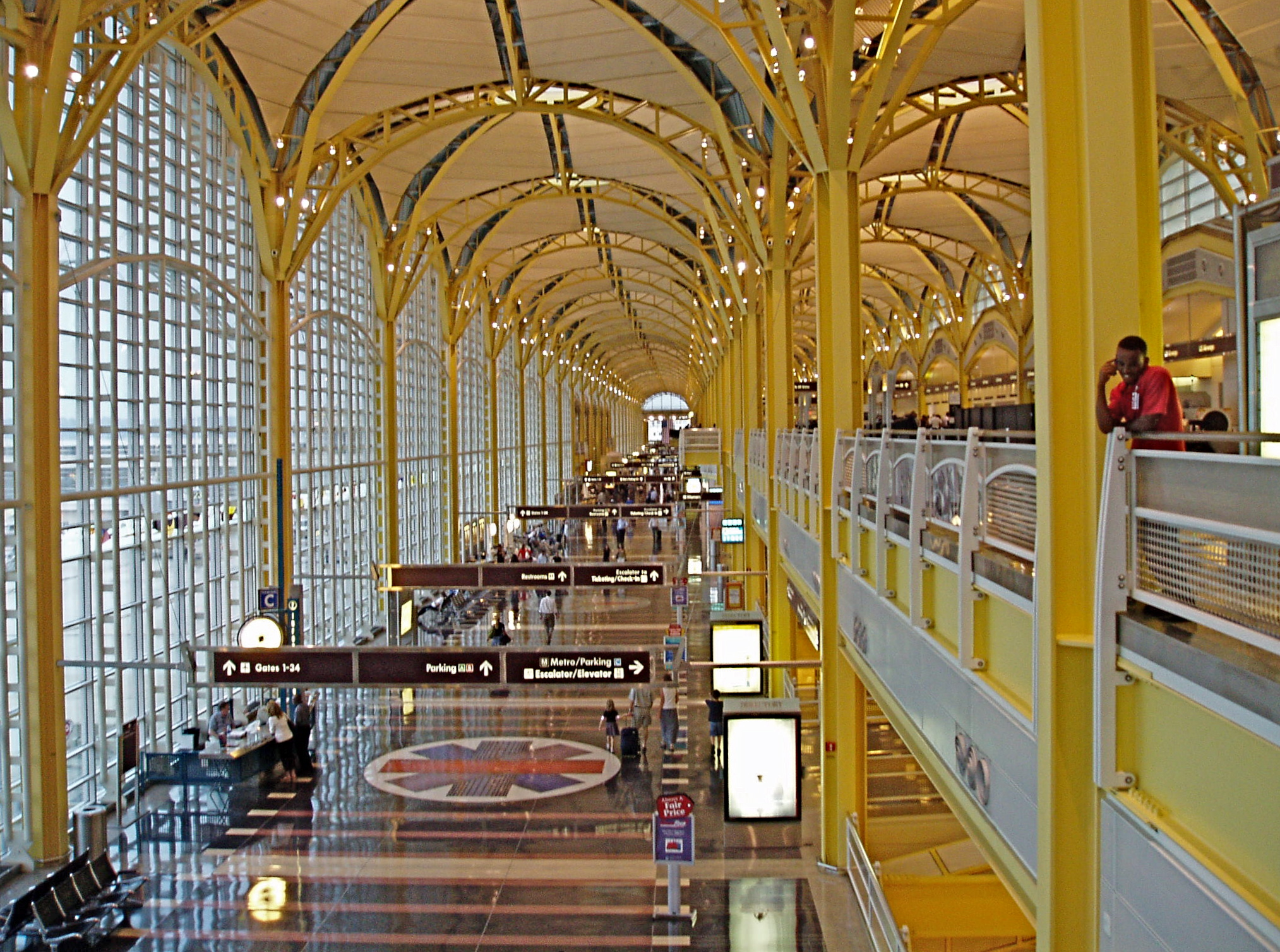
Wnętrze terminali B oraz C Narodowego Lotniska imienia Reagana, najbliższego śródmieściu Waszyngtonu komercjalnego portu lotniczego

Union Station to drugi najbardziej obciążony po Pennsylvania Station w Nowym Jorku dworzec kolejowy w Stanach Zjednoczonych. Służy on jako stacja końcowa linii Northeast Corridor, eksploatowanej w większości przez Amtrak, w tym pociągi wysokich prędkości Acela Express. Przystanek ten użytkują również prywatne pociągi MARC (ze stanu Maryland) i wirgińskie VRE oraz czerwona linia Metrorail. Międzymiastowe przewozy autobusowe zapewniają linie Greyhound, Peter Pan, BoltBus, Megabus, oraz wiele innych tak zwanych „Chinatown lines”.

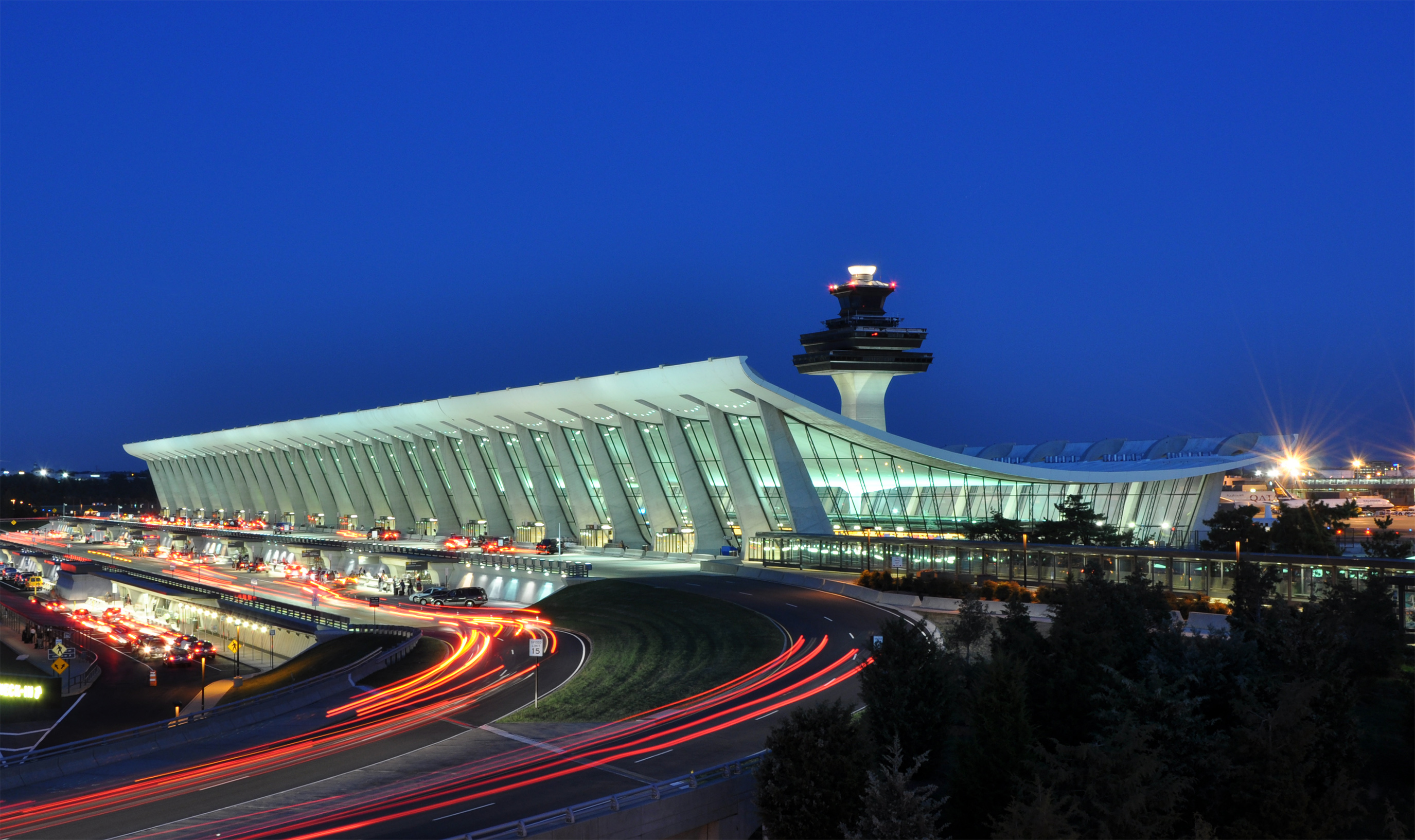
Washington Dulles International Airport, główny węzeł przesiadkowy wschodniego wybrzeża

Waszyngton obsługują trzy większe lotniska, jedno znajduje się w Maryland, dwa w Wirginii. Ronald Reagan Washington National Airport, położone tuż obok śródmieścia Dystryktu, na drugim brzegu Potomak, w Hrabstwie Arlington, to jedyny port lotniczy regionu połączony z miastem za pomocą metra. Z uwagi na bliskość zabudowań, w jego obrębie obowiązują dodatkowe protokoły bezpieczeństwa, wymagane w Strefie Identyfikacji Obrony Przeciwlotniczej Waszyngtonu, jak i również ścisłe normy emisji hałasu. Lotnisko Narodowe nie posiada placówki U.S. Customs and Border Protection, z tego względu może obsługiwać połączenia zagraniczne jedynie z portów lotniczych przeprowadzających United States border preclearance, czyli niektórych kanadyjskich oraz karaibskich.
Większość lotów międzynarodowych przyjmuje Washington Dulles International Airport, położone 42 kilometry na zachód od miasta, w Hrabstwach Fairfax oraz Loudoun w Wirginii. Lotnisko to służy jako główny węzeł przesiadkowy na wschodnim wybrzeżu dla pasażerów samolotów linii United Airlines. Baltimore-Washington International Thurgood Marshall Airport, leżące 51 kilometrów na północny wschód od Dystryktu, w Hrabstwie Anne Arundel w Maryland, to z kolei ważny węzeł linii lotniczych Southwest i AirTran.

## Kultura

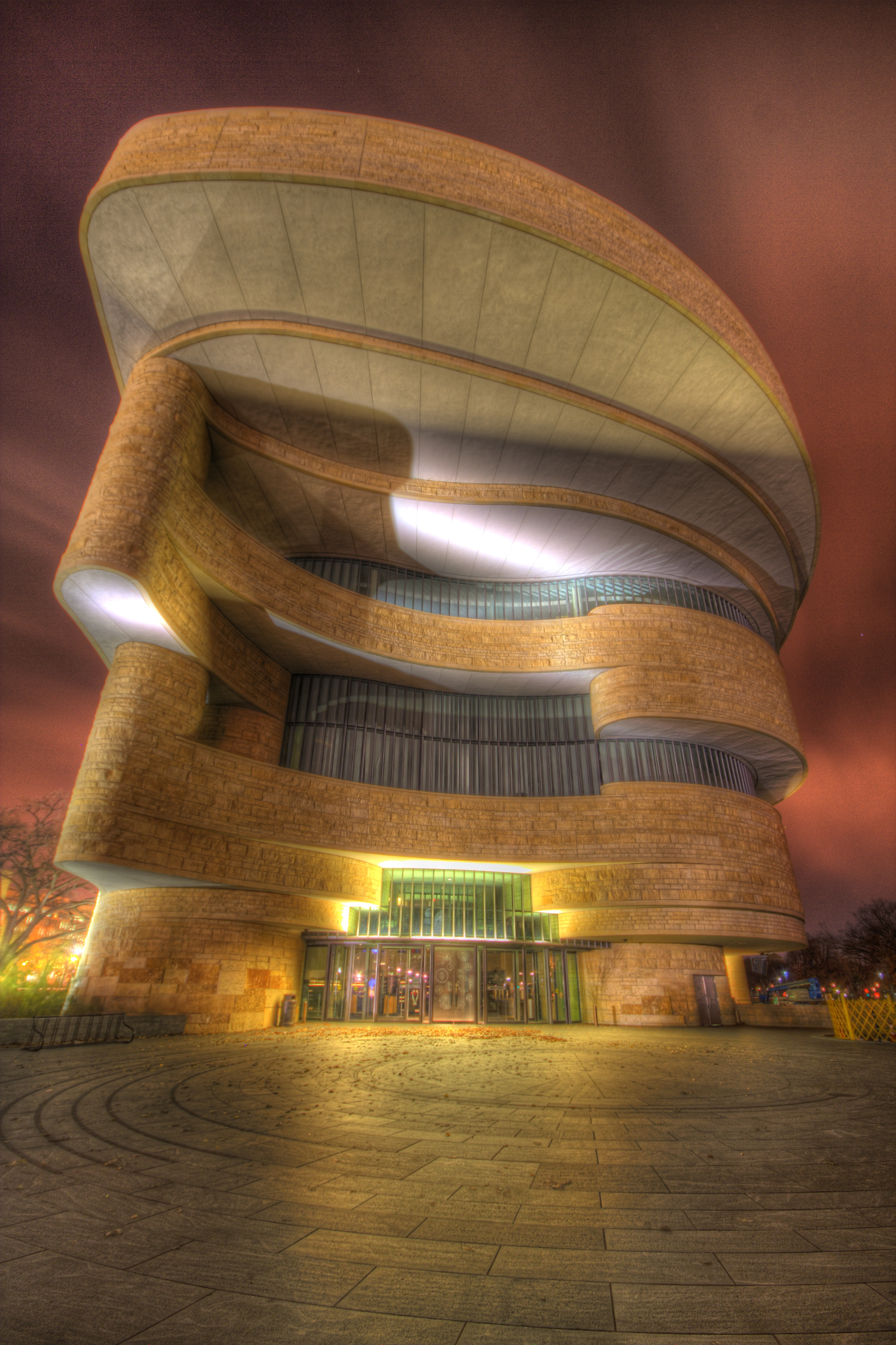
Otwarte w 2004 Narodowe Muzeum Indian Amerykańskich

### Miejsca historyczne i obiekty wystawowe
Położony w sercu miasta National Mall to duży, ogólnodostępny teren zielony, którego centralnym punktem jest Pomnik Waszyngtona. Znajdują się tam między innymi: Pomnik Lincolna, National World War II Memorial (przy wschodnim końcu Stawu Przed Pomnikiem Lincolna), Pomnik Weteranów Wojny w Korei, Pomnik Weteranów Wojny w Wietnamie oraz Pomnik Alberta Einsteina.
Bezpośrednio na południe od National Mall leży Tidal Basin. Jego brzegi porastają rzędy ozdobnych drzew wiśniowych, podarowanych przez Japończyków. Wokół tego zbiornika wodnego wzniesiono między innymi Pomnik Roosevelta, Pomnik Jeffersona oraz Pomnik Wojny.
Archiwum Narodowe przechowuje tysiące ważnych dla amerykańskiej historii dokumentów, włącznie z oryginałami Deklaracji Niepodległości, Konstytucji oraz Karty Praw.
Instytut Smithsona to fundacja zajmująca się zagadnieniami związanymi z szeroko pojętą edukacją, założona przez Kongres w 1846. Utrzymuje ona większość państwowych muzeów oraz galerii Waszyngtonu. Rząd częściowo finansuje Instytut, zatem jego zbiory dostępne są dla zwiedzających bezpłatnie. Najliczniej uczęszczanym obiektem wystawowym pod kuratelą fundacji było w 2007 Muzeum Historii Naturalnej, położone w obrębie National Mall. Inne położone nieopodal tego parku nadzorowane przez Instytut muzea i galerie to National Air and Space Museum, Narodowe Muzeum Sztuki Afrykańskiej, National Museum of American History, Narodowe Muzeum Indian Amerykańskich, galerie Freer and Sackler Galleries (obie zorientowane na azjatycką sztukę i kulturę), Hirshhorn Museum and Sculpture Garden, Arts and Industries Building, S. Dillon Ripley Center oraz Smithsonian Institution Building (znana jako „Zamek”), która służy jako główna siedziba Instytutu. Smithsonian American Art Museum and the Renwick Gallery (znane niegdyś jako National Museum of American Art) oraz National Portrait Gallery znajdują się w tym samym budynku, Donald W. Reynolds Center (do 2005 obiekt nosił nazwę Old Patent Office Building) w pobliżu Chinatown; Renwick Gallery stanowi część Smithsonian American Art Museum, jednak swoje zbiory prezentuje w oddzielnym budynku, nieopodal Białego Domu. Inne muzea i galerie na utrzymaniu Instytutu Smithsona to między innymi: Anacostia Community Museum w południowo-wschodniej części miasta, National Postal Museum niedaleko Union Station oraz National Zoo w Woodley Park.

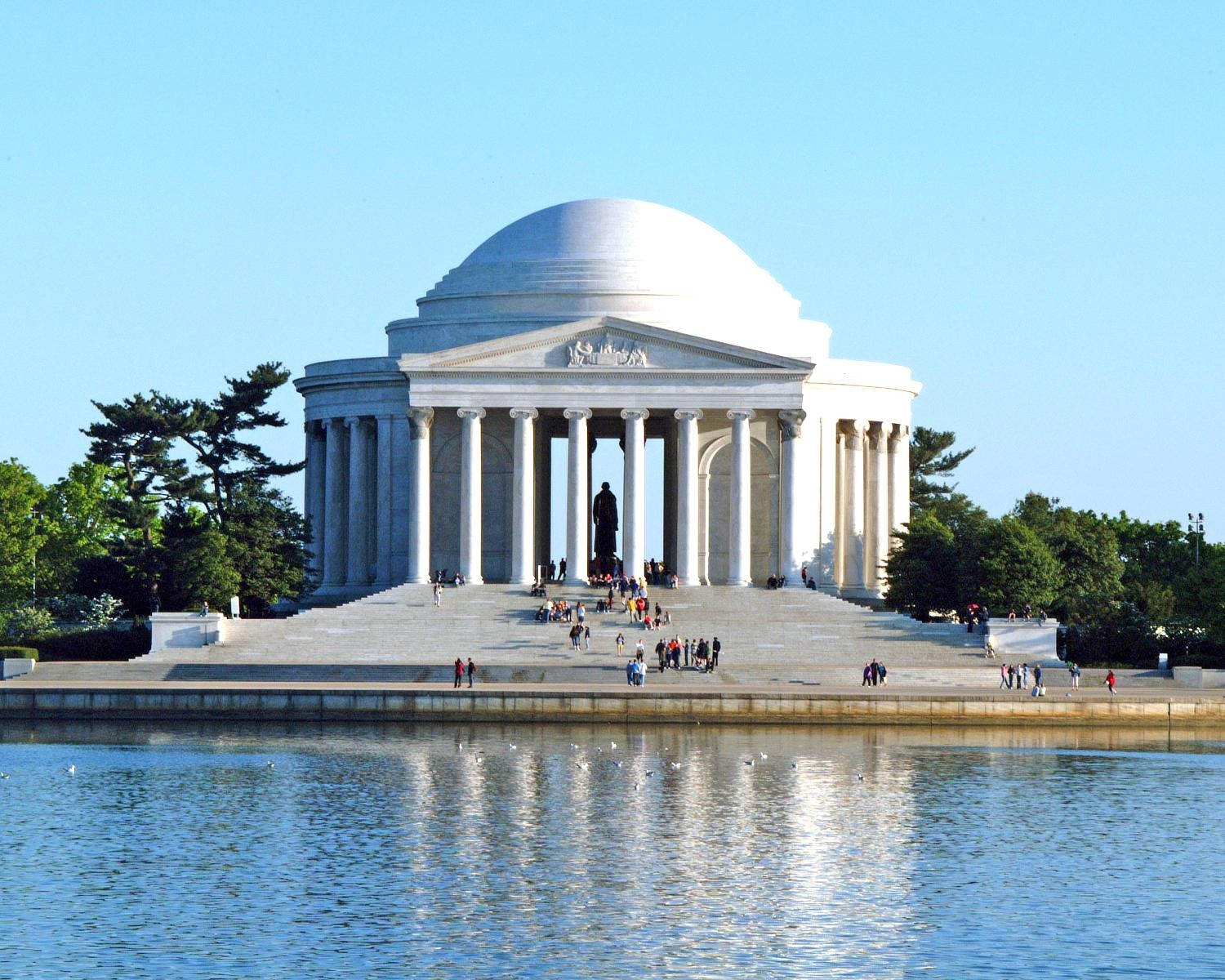
Mauzoleum Jeffersona

Narodowa Galeria Sztuki w Waszyngtonie, również znajdująca się na terenach National Mall, nieopodal Kapitolu, nierzadko mylona jest ze Smithsonian American Art Museum. W rzeczywistości są to jednak zupełnie niezależne od siebie instytucje, a Galeria Narodowa nie jest częścią Instytutu Smithsona, lecz wyłączną własnością rządu Stanów Zjednoczonych. Wstęp do niej jest darmowy. Zachodni Budynek przechowuje eksponaty sztuki amerykańskiej i europejskiej z XIX wieku, Wschodni zaś, zaprojektowany przez architekta I.M. Pei, prace artystów współczesnych. National Building Museum ulokowane w byłej Pension Building niedaleko Judiciary Square, zostało założone przez Kongres jako instytucja prywatna, gości ekspozycje dotyczące architektury i urbanistyki.
W Dystrykcie działa również wiele prywatnych galerii i muzeów, udostępniających istotnych rozmiarów zbiory, między innymi National Museum of Women in the Arts, Corcoran Gallery of Art (największe niepubliczne muzeum w Waszyngtonie), oraz Phillips Collection w Dupont Circle, pierwsze muzeum sztuki nowoczesnej w Stanach Zjednoczonych. Inne prywatne muzea to między innymi Newseum, International Spy Museum, Muzeum National Geographic Society oraz Marian Koshland Science Museum. United States Holocaust Memorial Museum w pobliżu National Mall przechowuje przedmioty oraz dokumenty związane z Holocaustem.

### Kultura i sztuka

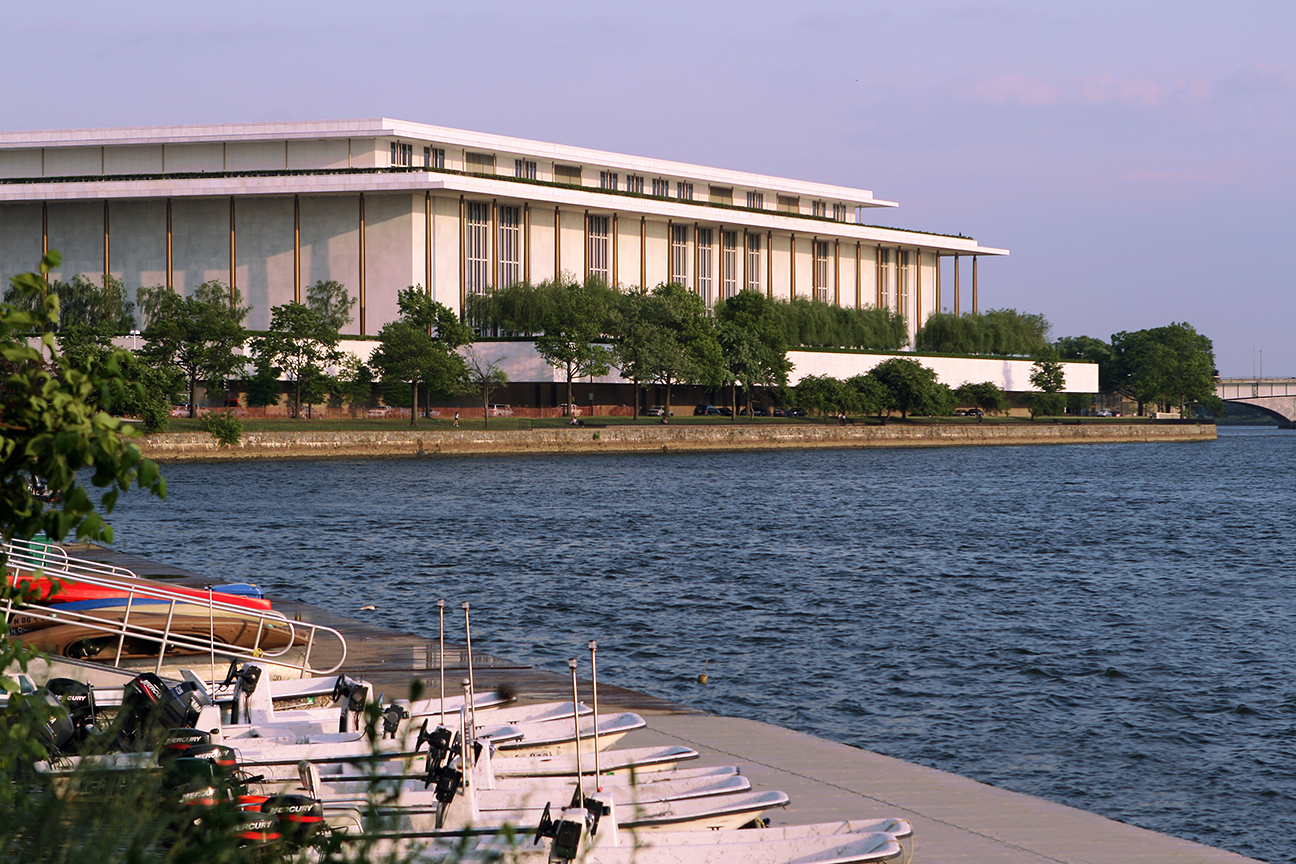
John F. Kennedy Center for the Performing Arts, położone na brzegu Potomaku

Dystrykt to także narodowa stolica sztuki. John F. Kennedy Center for the Performing Arts stanowi siedzibę Orkiestry Narodowej, Waszyngtońskiej Opery Narodowej oraz Baletu Waszyngtońskiego. Co roku artystom szczególnie zasłużonym dla życia kulturalnego Stanów Zjednoczonych przyznawane są nagrody Kennedy Center Honors. Prezydent wraz z pierwszą damą zwykle uczestniczą w ceremonii, jako że prezydenckiej małżonce przysługuje honorowe miejsce w Radzie Powierniczej Centrum. Waszyngton posiada także lokalne niezależne tradycje teatralne. Arena Stage, Shakespeare Theatre Company, czy Studio Theatre wystawiają zarówno dzieła dawne, jak i współczesne amerykańskie.
U Street Corridor w Północno-Zachodniej części miasta, znany jako „Czarny Broadway Waszyngtonu”, to dom instytucji w rodzaju Bohemian Caverns i Teatru Lincolna, które gościły legendy muzyki pokroju Duke’a Ellingtona (urodzonego w Dystrykcie), Johna Coltrane i Milesa Davisa. W innych klubach jazzowych, na przykład Madam’s Organ w dzielnicy Adams Morgan czy Blues Alley na terenie Georgetown, można usłyszeć współczesnego bluesa. Waszyngton wykształcił własny gatunek muzyczny, zwany go-go; post-funkową, zdominowaną przez perkusję odmianę R&B, łączącą żywe brzmienia z nieustępliwymi rytmami tanecznymi. Za najbardziej utalentowanego wykonawcę zwykło uważać się Chucka Browna, którego wydany w 1979 longplay Bustin’ Loose, uczynił go-go rozpoznawalnym w skali kraju.
Stolica stanowi również ważny ośrodek muzyki i kultury niezależnej w USA. Niezależna wytwórnia Dischord Records, powstała z inicjatywy Iana MacKaye’a, była jedną z najważniejszych dla początków muzyki punk w latach osiemdziesiątych oraz indie rocka w latach dziewięćdziesiątych XX wieku.
Przez historię lokalnych niezależnych wytwórni przewijają się również takie nazwy jak TeenBeat, Simple Machines oraz ESL Music. Współczesne ośrodki rocka alternatywnego oraz muzyki niezależnej, między innymi klub The Black Cat i 9:30 Club przy U Street pozwalają podziwiać popularnych twórców w mniejszych, bardziej kameralnych lokalach.

## Media

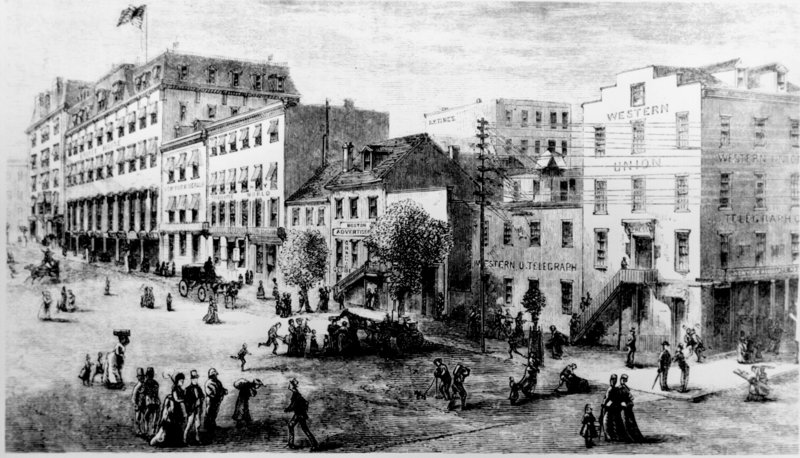
Newspaper Row na Pennsylvania Avenue w 1874

Waszyngton stanowi ważny ośrodek mediów krajowych oraz międzynarodowych. Założony w 1877 The Washington Post to najstarsza i najbardziej poczytna gazeta codzienna w mieście. Słynie ona z publikowania na swych łamach komentarzy do wydarzeń politycznych, największy rozgłos przyniosło jej ujawnienie afery Watergate. „The Post”, jak się ją potocznie nazywa, posiada jedynie trzy główne wydania: dla Dystryktu, Maryland oraz Wirginii. Jednak nawet bez uwzględnienia poszerzonych edycji ogólnokrajowych, zapewnia to, według danych z września 2008, szósty co do liczebności nakład spośród wszystkich dzienników informacyjnych w kraju. USA Today, zajmująca pierwsze miejsce pod względem liczby drukowanych egzemplarzy gazeta codzienna w Stanach Zjednoczonych, ma naczelną redakcję w pobliskim McLean.
Washington Post Company wydaje również darmową gazetę „Express”, streszczającą informacje dotyczące wydarzeń bieżących oraz wiadomości sportowych i rozrywkowych, a także hiszpańskojęzyczną El Tiempo Latino. Lokalne dzienniki The Washington Times i The Washington Examiner, podobnie jak tygodniki Washington City Paper (alternatywny) czy American City Business Journals, również mogą liczyć na dość pokaźne grono czytelników w regionie. Na terytorium federalnym ukazują się też tytuły prasowe poruszające kwestie istotne dla lokalnych społeczności, kultur i mniejszości: gazety dzielnicowe należące do grupy The Current Newspapers; Washington Informer i The Washington Afro American, trudniące się tematyką dotyczącą czarnoskórej populacji, a także tygodniki DC Agenda i Metro Weekly, parające się problemami społeczności LGBT. „The Hill” i Roll Call skupiają się zaś wyłącznie na zagadnieniach związanych z Kongresem oraz rządem federalnym.
Obszar Metropolitalny Waszyngtonu to dziewiąty największy amerykański rynek telewizyjny, obejmujący swym zasięgiem dwa miliony gospodarstw domowych (2% populacji kraju). W regionie swoje siedziby ma kilkanaście przedsiębiorstw mediowych i operatorów sieci kablowych, między innymi C-SPAN, Black Entertainment Television (BET), National Geographic Channel, Smithsonian Networks, XM Satellite Radio, National Public Radio (NPR), Travel Channel (w Chevy Chase), Discovery Communications (w Silver Spring), oraz Public Broadcasting Service (PBS) (w Arlington).
Nieopodal Kapitolu, w Południowo-Zachodnim Kwadrancie miasta znajduje się siedziba Głosu Ameryki, oficjalnego rządowego radiowego serwisu informacyjnego. Dystrykt to także teren działalności Radio One, największego afroamerykańskiego konglomeratu środków masowego przekazu, założonego przez mediowego potentata Cathy’ego Hughesa.

## Władze

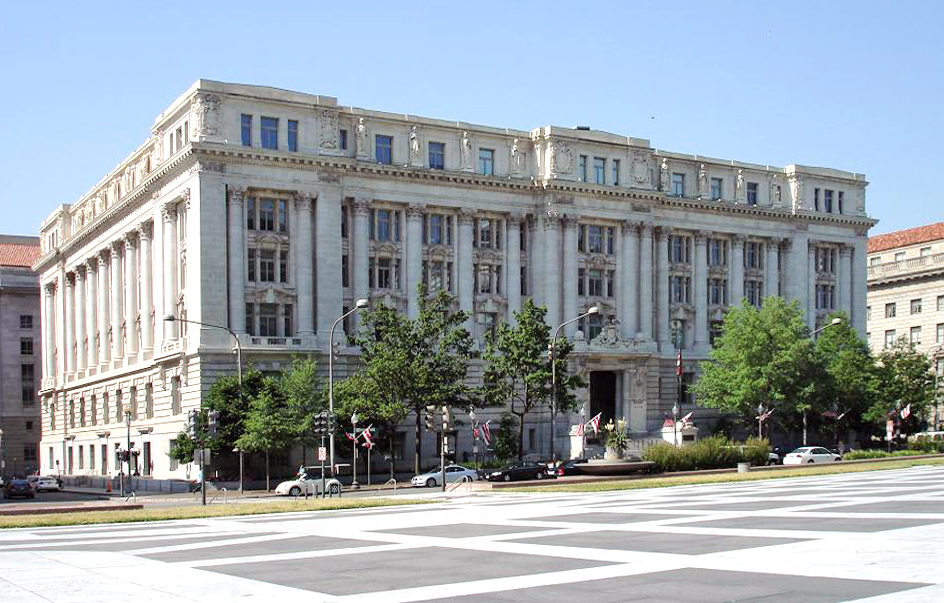
John A. Wilson Building, siedziba burmistrza i rady miejskiej Dystryktu

Ósma sekcja Artykułu pierwszego Konstytucji Stanów Zjednoczonych oddaje najwyższą jurysdykcję nad Waszyngtonem w ręce Kongresu. Z tego względu Dystrykt Kolumbii nie posiadał obieralnych władz miasta aż do uchwalenia w 1973 District of Columbia Home Rule Act. Dokument ten przekazał część kompetencji Kongresu nowo powstałemu lokalnemu samorządowi, zarządzanemu przez wyłanianego w drodze wyborów burmistrza (obecnie jest nim Adrian Fenty), oraz trzynastoosobowej Radzie Dystryktu Kolumbii. Jednakże Kongres zachował prawa do opiniowania i anulowania uchwał rady miejskiej oraz do ingerencji w lokalne przedsięwzięcia. Każdy z ośmiu okręgów terytorium federalnego wybiera po jednym członku rady, zaś pozostałych pięciu, wśród nich przewodniczącego – ogół mieszkańców. Istnieje też 37 Dzielnicowych Komisji Doradczych, wybieranych przez niewielkie grupy dzielnic. Jako że mają one tradycyjnie ugruntowane duże wpływy, władze miasta regularnie rozważają ich propozycje i sugestie.

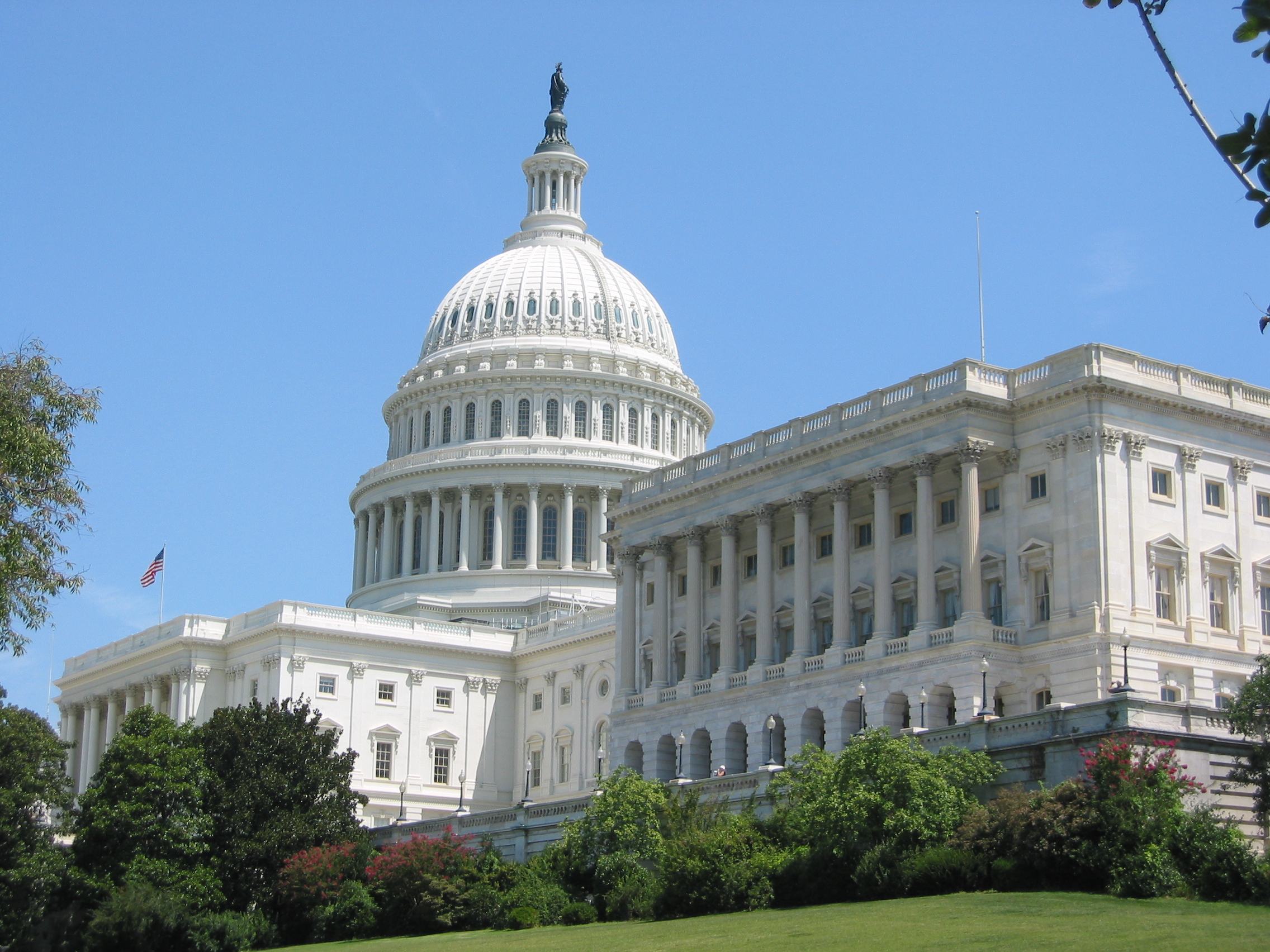
Kongres sprawuje najwyższą władzę nad Dystryktem

Burmistrz wraz z Radą przyjmują lokalny budżet, jego wejście w życie uwarunkowane jest jednak zatwierdzeniem przez Kongres. Przychody z lokalnych podatków dochodowych, obrotowych oraz od nieruchomości dają około 67% wpływów finansujących miejskie urzędy i agencje. Tak jak każdy ze stanów, Dystrykt otrzymuje dotacje federalne na programy pomocowe, między innymi Medicare, stanowiące około 26% dochodów Waszyngtonu. Kongres również asygnuje pewną kwotę na rzecz władz Dystryktu, przeznaczoną na kompensatę niektórych kosztów ochrony bezpieczeństwa miasta; środki te w 2007 wyniosły 38 milionów dolarów – w przybliżeniu 0,5% budżetu Dystryktu. Rząd federalny kieruje sądownictwem Dystryktu, wszystkimi działającymi w jego obrębie federalnymi służbami porządkowymi (najbardziej rzucają się w oczy funkcjonariusze USPP), ma swój udział w jurysdykcji nad miastem oraz pomaga utrzymać w nim bezpieczeństwo. Wszystkie popełnione na terenie Dystryktu zbrodnie podlegają ściganiu przez prokuratorów federalnych Dystryktu Kolumbii. Urzędników tych mianuje prezydent, finansuje zaś Departament Sprawiedliwości. W ogólnym rozrachunku rząd federalny zapewnia 33% przychodów budżetowych terytorium. Wpływy funduszy federalnych stanowiły w 2007 średnio około 30% środków finansowych do dyspozycji stanów.
Samorząd miejski, szczególnie podczas urzędowania burmistrza Mariona Barry’ego, krytykowano za niegospodarność i marnotrawstwo. Barry wygrał wybory w 1978, utrzymywał się na stanowisku przez trzy czteroletnie kadencje z rzędu. Podczas jego rządów, w 1989, magazyn The Washington Monthly stwierdził, że Dystrykt ma „najgorsze władze miejskie w Ameryce”. Z uwagi na rozpoczęty w 1990 proces o posiadanie narkotyków, Barry nie wystartował w następnych wyborach. Rok 1991 przyniósł wybór na fotel burmistrza Sharon Pratt Kelly, pierwszej Afroamerykanki na czele władz dużego miasta w kraju. Barry’ego wybrano ponownie w 1994, już rok później miasto stanęło na krawędzi wypłacalności. W kolejnym, przypadającym na 1998 głosowaniu, zwyciężył Anthony Williams. Jego administracja nadzorowała okres większego dobrobytu, programów odnowy oraz nadwyżek budżetowych. Od czasu wyboru na burmistrza w 2006, Adrian Fenty skupiał swoje wysiłki głównie na poprawie stanu szkolnictwa. Krótko po objęciu urzędu uzyskał aprobatę rady miejskiej dla bezpośredniego zarządzania niedomagającym systemem edukacji publicznej i remontów placówek oświatowych.
Waszyngton obchodzi wszystkie federalne dni wolne od pracy, a także każdego 16 kwietnia Emancipation Day, upamiętniający podpisanie Compensated Emancipation Act przez prezydenta Lincolna w 1862.

### Reprezentacja w Rządzie Federalnym oraz opodatkowanie
Obywatele Dystryktu nie posiadają biernego prawa wyborczego do Kongresu. W Izbie Reprezentantów w ich imieniu działa pozbawiony możliwości głosowania delegat, który ma prawo zasiadać w komisjach, angażować się w debaty oraz przedstawiać propozycje ustaw, nie bierze jednak udziału w głosowaniu plenarnym. Obecnie urząd ten piastuje Eleanor Holmes Norton. Waszyngton nie dysponuje żadną reprezentacją w Senacie. Inaczej niż mieszkańców zorganizowanych terytoriów nieinkorporowanych, takich jak Puerto Rico czy Guam, które również posiadają niegłosujących delegatów, obywateli Dystryktu obciążono wszystkimi podatkami federalnymi. W roku fiskalnym 2007 mieszkańcy i przedsiębiorcy terytorium wpłacili z ich tytułu do budżetu kwotę 20,4 miliarda dolarów, więcej niż 19 stanów i najwięcej średnio na osobę.
Przeprowadzona w 2005 ankieta wykazała, że 78% Amerykanów nie wie, że mieszkańcy Dystryktu mają ograniczoną w stosunku do stanów reprezentację w Kongresie. Podjęto szereg wysiłków aby zwiększyć świadomość społeczną tego zagadnienia, między innymi poprzez kampanie wdrażane przez ruchy społeczne powiązane z lokalnymi władzami, a także promowanie nieoficjalnej dewizy miasta: „Opodatkowanie bez przedstawicielstwa”, za pomocą tablic rejestracyjnych Dystryktu. Istnieją dowody na szeroką akceptację w kraju dla przyznania kompletnego zestawu praw wyborczych Waszyngtonowi; różne ankiety wykazują, że od około 61 do w przybliżeniu 82% Amerykanów uważa, że stolica powinna mieć swoich reprezentantów w Kongresie. Mimo tej społecznej aprobaty, wyrażanej też ze strony D.C. statehood movement, żądającego przekształcenia Dystryktu w pełnoprawny stan, wysiłki dla nadania praw wyborczych, w szczególności za pomocą odpowiedniej poprawki do konstytucji, nie przyniosły rezultatu.
Przeciwnicy praw wyborczych Dystryktu stoją na stanowisku, że ojcowie-założyciele nigdy nie chcieli, aby mieszkańcy Dystryktu głosowali w wyborach do Kongresu, bowiem Konstytucja jasno precyzuje, że reprezentantów powinny wyłaniać stany. Przeciwnicy nadania Waszyngtonowi praw stanowych twierdzą, że takie posunięcie położyłoby kres idei odrębnej od administracji stanowej stolicy, co więcej, pozwoliłoby niesprawiedliwie uzyskać reprezentanta w Senacie pojedynczemu miastu.

## Oświata

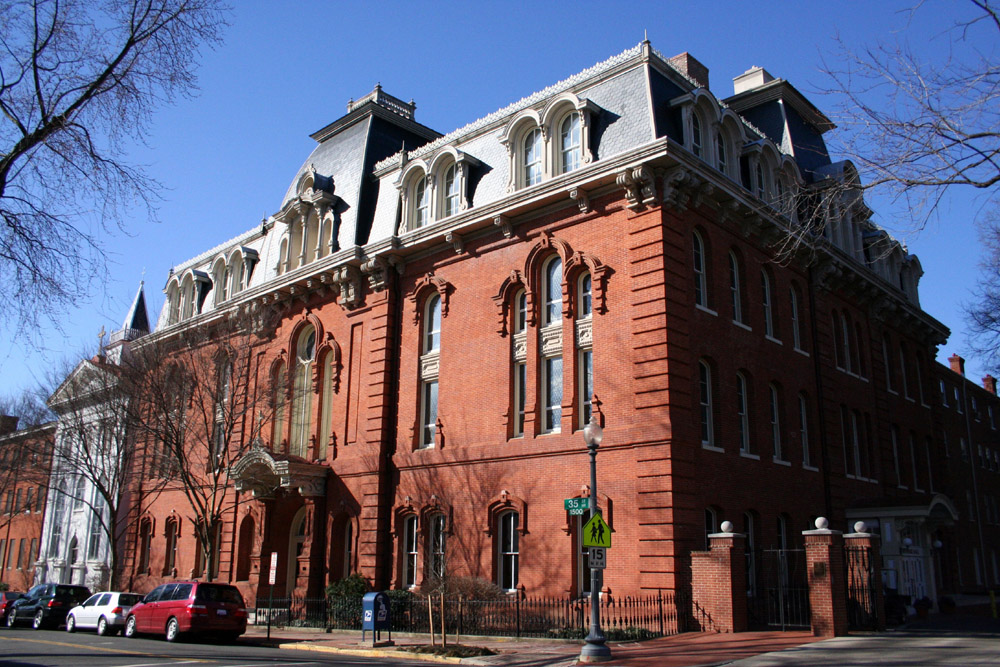
Georgetown Visitation Preparatory School, szkoła średnia dla dziewcząt założona w 1799

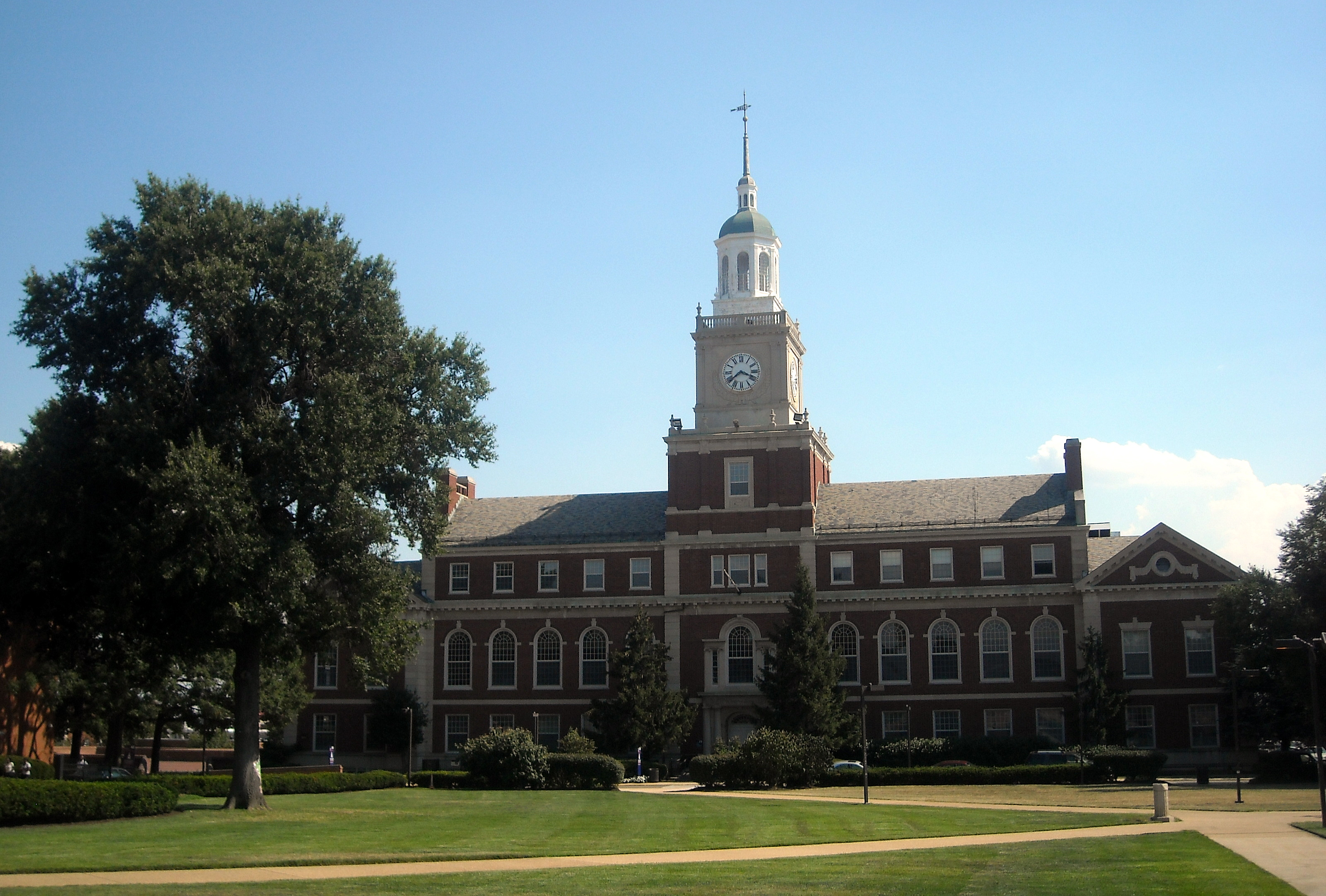
Biblioteka Założycieli Uniwersytetu Howarda, szkoły przed 1964 przeznaczonej dla Afroamerykanów

Siecią 167 państwowych szkół oraz centrów edukacyjnych Dystryktu zarządza wydział szkolnictwa Dystryktu Kolumbii (DCPS). Liczba uczniów pod jego nadzorem zmniejsza się stopniowo z roku na rok począwszy od 1999. W roku szkolnym 2008/09 do szkół publicznych zapisano 46 208 uczniów. Waszyngton posiada jeden z najdroższych w utrzymaniu, a przy tym najmniej wydajnych systemów kształcenia w kraju, zarówno jeśli wziąć pod uwagę infrastrukturę, jak i osiągnięcia podopiecznych. Mianowana przez burmistrza Adriana Fenty’ego kierownik DCPS, kanclerz Michelle Rhee, dokonała w nim daleko idących reform, zamykając część szkół, rotując kadrę nauczycielską, zwalniając dyrektorów oraz posiłkując się pomocą prywatnych firm edukacyjnych, aby wspomóc rozwój programów nauczania.
Z uwagi na kłopoty publicznego systemu oświaty, zapisy do szkół społecznych rosły od 2001 co roku o 13%. Komisja Publicznych Szkół Społecznych Dystryktu Kolumbii monitoruje działalność 60 takich placówek w mieście, na jesieni 2008 trafiło do nich 26 494 uczniów. W Waszyngtonie znajdują się także 83 szkoły prywatne, w tym niektóre zaliczane do najlepszych w kraju, w 2006 przyjęły one około 18 000 chętnych.
W obrębie terytorium założono wiele cieszących się wysokim autorytetem prywatnych uniwersytetów, między innymi: George Washington University (GW), Georgetown University (GU), American University (AU), Catholic University of America (CUA), Howard University, Gallaudet University oraz wydział Johns Hopkins University – School of Advanced International Studies (SAIS), a także zapewniający wykształcenie w dziedzinach z zakresu sztuk pięknych Corcoran College of Art and Design. Szereg innych instytucji szkolnictwa wyższego umożliwia także kształcenie ustawiczne, d-learning i edukację dorosłych. University of the District of Columbia (UDC) to państwowa uczelnia umożliwiająca studia licencjackie oraz magisterskie.

## Opieka zdrowotna
Szesnaście centrów medycznych i szpitali Dystryktu czyni z nich narodowe centrum opieki zdrowotnej oraz badań medycznych. Siedziba agencji National Institutes of Health znajduje się w pobliskiej Bethesdzie. Washington Hospital Center (WHC), największy zespół szpitali na terytorium federalnym, to zarazem największa prywatna, lecz działająca w sektorze non-profit placówka służby zdrowia w regionie. Do kompleksu WHC przylega Children’s National Medical Center, według U.S. News & World Report, jeden z najwyżej ocenianych szpitali pediatrycznych w kraju. Czołowe uniwersytety, w tym George’a Washingtona, Georgetown, i Howarda, posiadają wydziały medyczne oraz stowarzyszone z nimi szpitale dydaktyczne. Ulokowany w Północno-Zachodnim Kwadrancie miasta Walter Reed Army Medical Center zapewnia opiekę medyczną żołnierzom, zarówno służby czynnej, jak i weteranom oraz ich rodzinom.
Według raportu z 2009, przynajmniej 3% populacji Dystryktu to nosiciele wirusa HIV lub chorzy na AIDS, co Centrum Zwalczania i Zapobiegania Chorobom zaklasyfikowało jako „powszechną i ciężką” epidemię. Przedstawiciele lokalnych władz twierdzą, że współczynnik zakażeń HIV jest w Waszyngtonie wyższy niż w niektórych państwach Afryki Zachodniej.

## Sport

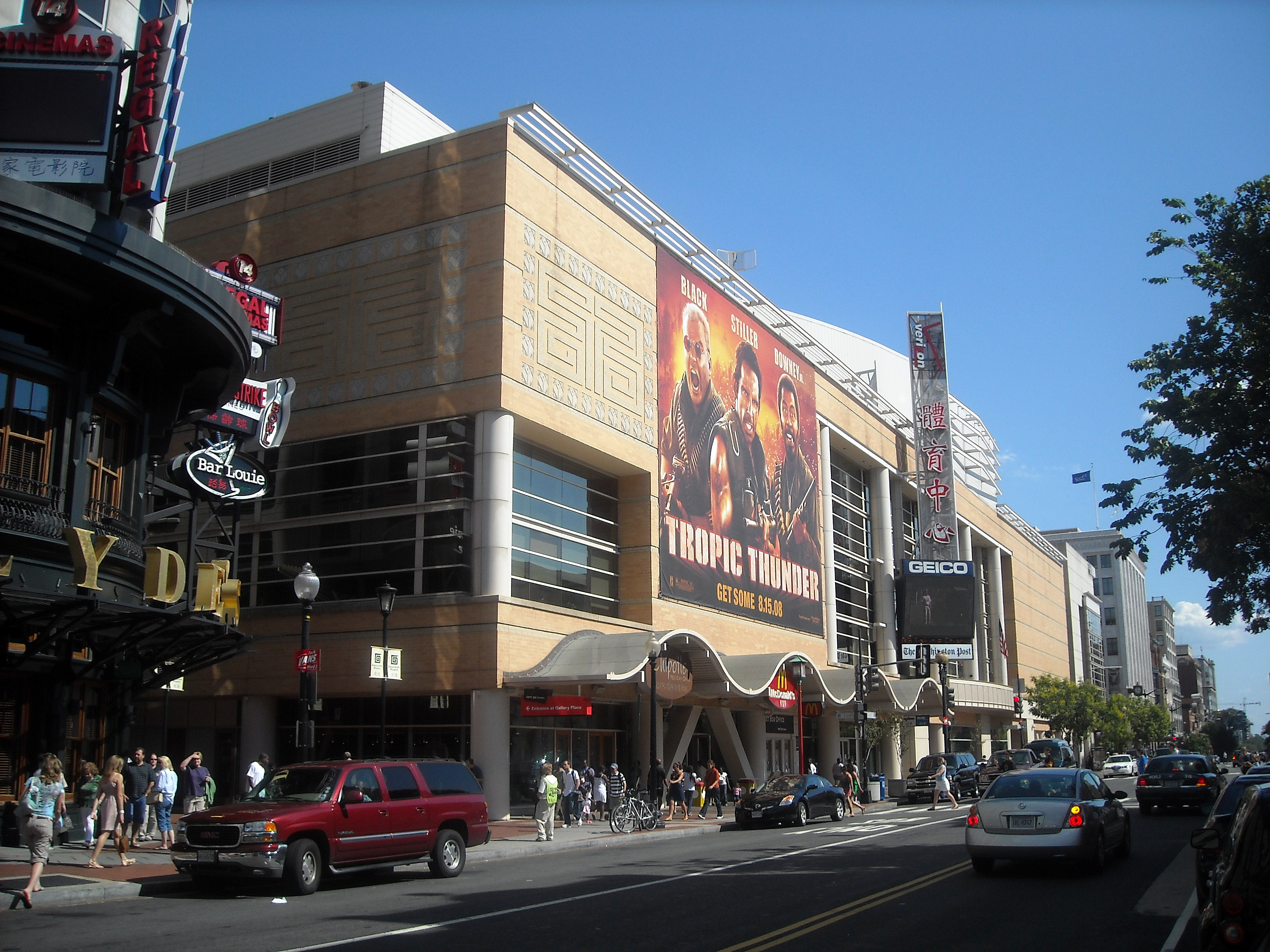
Hala Verizon Center, miejsce rozgrywek klubów Washington Capitals (NHL), Washington Wizards (NBA), Washington Mystics (WNBA) oraz drużyny Georgetown Hoyas men's basketball

Na terenie Waszyngtonu działa pięć męskich drużyn reprezentujących główne dyscypliny sportu. Zarówno Washington Wizards (NBA), jak i Washington Capitals (NHL), rozgrywają swoje mecze w Verizon Center w Chinatown.
Otwarty pod koniec marca 2008 stadion baseballowy Nationals Park, położony w Południowo-Wschodnim Kwadrancie miasta, służy klubowi Washington Nationals (MLB). D.C. United (MLS) toczy rozgrywki na RFK Stadium, zaś Washington Redskins (NFL) – na leżącym poza miastem, w Landover, FedExField.
W Dystrykcie działalność prowadzą także dwie profesjonalne drużyny kobiece. Miejsce rozgrywek Washington Mystics (WNBA) to, podobnie jak ich męskiego odpowiednika, Verizon Center, Washington Freedom (WPS) zaś – pobliskie Germantown w Maryland oraz RFK Stadium. Inne profesjonalne i półprofesjonalne drużyny sportowe Waszyngtonu to między innymi: Washington Bayhawks (MLL), grający na Navy-Marine Corps Memorial Stadium; Washington Kastles (WTT); Washington D.C. Slayers (AMNRL); Baltimore Washington Eagles (USAFL); D.C. Divas (IWFL); D.C. Explosion (NAFL); oraz Washington RFC (Rugby Super League).
Waszyngton jest jednym z zaledwie trzynastu miast w Stanach Zjednoczonych wystawiających męskie drużyny we wszystkich czterech dyscyplinach sportu posiadających tradycyjne Major Leagues: futbolu amerykańskim, koszykówce, baseballu oraz hokeju. Jeżeli dołączyć do tego zestawu piłkę nożną, Dystrykt, jako jedno z ośmiu miast, posiada profesjonalne męskie kluby pięciu najważniejszych sportów. Drużyny z Waszyngtonu zdobyły łącznie jedenaście ligowych tytułów mistrzowskich: D.C. United wygrał MLS cztery razy (najwięcej w jej historii); Washington Redskins trzykrotnie sięgnęli po Vince Lombardi Trophy; Washington Bayhawks triumfowali dwa razy; a Washington Wizards i Washington Glory po razie. William H.G. FitzGerald Tennis Center w Rock Creek Park gości turniej Legg Mason Tennis Classic. Corocznie w mieście odbywają się również Marine Corps Marathon i National Marathon. Terytorium Federalne posiada własną regionalną sportową sieć telewizyjną, Comcast SportsNet (CSN), z siedzibą w Bethesdzie.
W stolicy USA urodził się tenisista Pete Sampras.

## Współpraca
Waszyngton ma dziesięć oficjalnych umów z miastami partnerskimi. Paryż jest „miastem partnerskim” z uwagi na politykę posiadania jednego „miasta siostrzanego” przez tę metropolię.
| Miasto     | Państwo           | Rok zawarcia umowy     |
| ---------- | ----------------- | ---------------------- |
| Akra       | Ghana             | 2006                   |
| Ankara     | Turcja            | 2006                   |
| Ateny      | Grecja            | 2000                   |
| Bangkok    | Tajlandia         | 1962, odnowiona w 2002 |
| Bruksela   | Belgia            | 1985, odnowiona w 2002 |
| Dakar      | Senegal           | 1980, odnowiona w 2006 |
| Paryż      | Francja           | 2000, odnowiona w 2005 |
| Pekin      | Chiny             | 1984, odnowiona w 2004 |
| Pretoria   | Południowa Afryka | 2002, odnowiona w 2008 |
| Rzym       | Włochy            | 2011                   |
| Seul       | Korea Południowa  | 2006                   |
| Sunderland | Wielka Brytania   | 2006                   |